# Étretat
Étretat [etʁəta] est une commune française située dans le département de la Seine-Maritime en région Normandie. Ce bourg se trouve au nord du Havre sur le littoral de la Manche, sur la côte d'Albâtre qui fait partie du pays de Caux.
Jadis modeste village de pêcheurs, Étretat devient au XIXe siècle une station balnéaire à la mode et un lieu de villégiature de prédilection pour la bourgeoisie d'affaires et intellectuelle en quête de loisirs. Le site attire alors les artistes comme Jacques Offenbach ou Maupassant qui y organisent des fêtes pour leurs cercles d'amis. Des écrivains normands comme Flaubert, des peintres comme Marquet, Courbet, Boudin ou encore Monet contribuent alors à sa renommée, tout en en immortalisant sa singularité et en trouvant une source d'inspiration tour à tour apaisée ou violente, habitée, mystérieuse. Sans oublier Maurice Leblanc, qui y vit, et contribue au mythe entourant le site avec L'Aiguille creuse, repaire d'Arsène Lupin.
Ses falaises de craie blanche hautes de plus de 90 mètres, ses trois arches et ses plages de galets grisâtres, relativement proches de Paris, en ont fait un des lieux du tourisme international avec plus de trois millions de visiteurs par an.

## Géographie

### Description

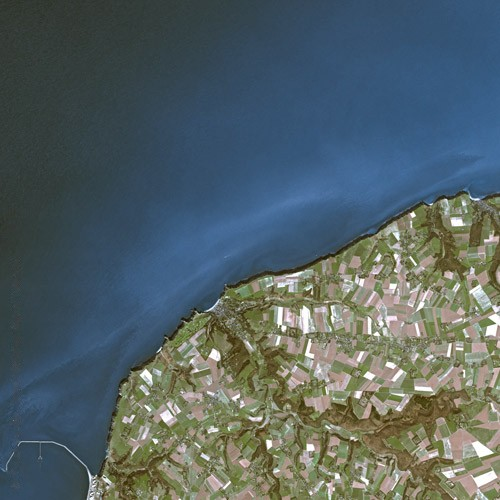
Étretat vu par le satellite Spot.

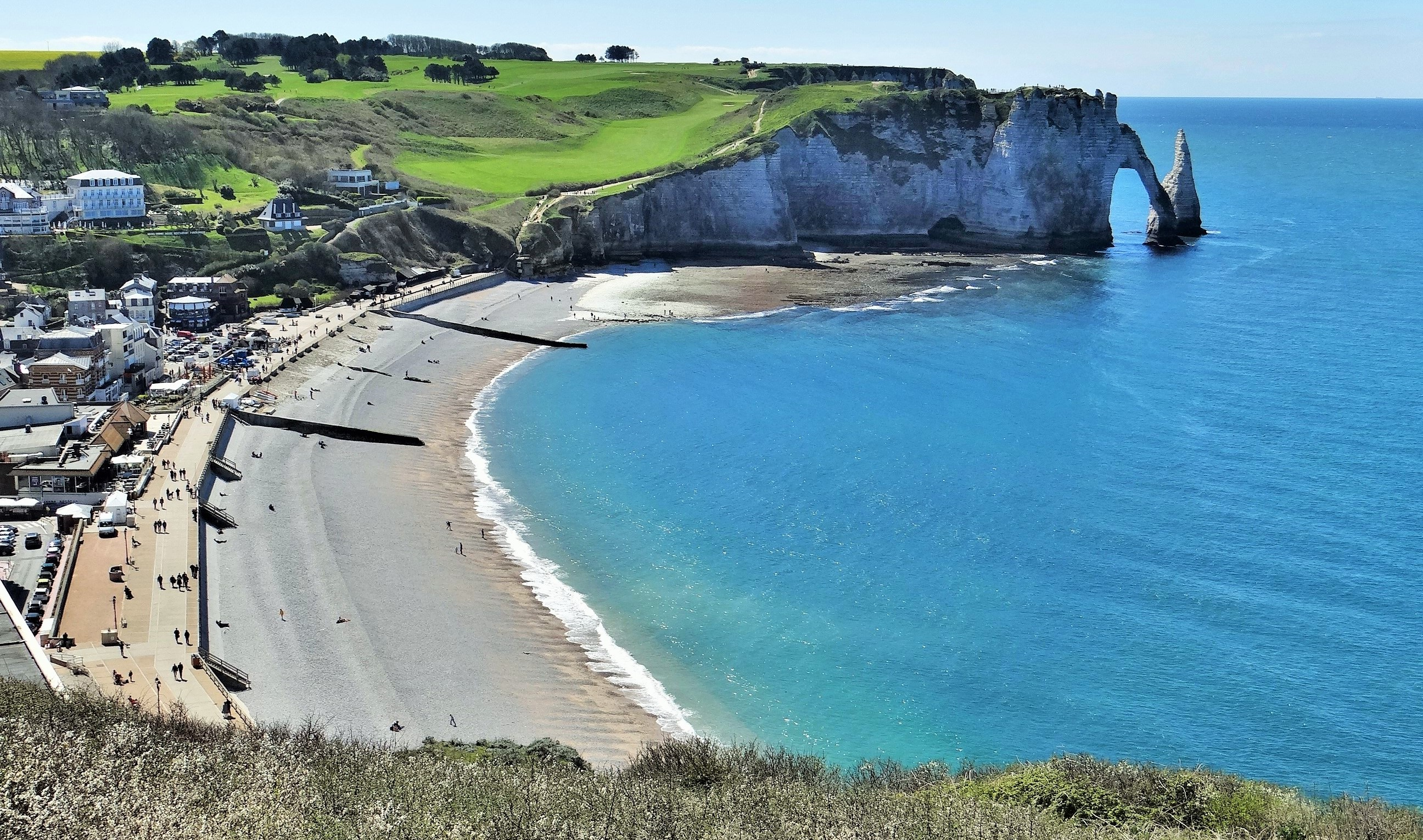
Sur la plage d'Étretat, les trois épis en ciment chargés de piéger les galets emportés par la dérive littorale, ont été implantés dans la seconde moitié du XIXe siècle puis ont été renforcés et rallongés.

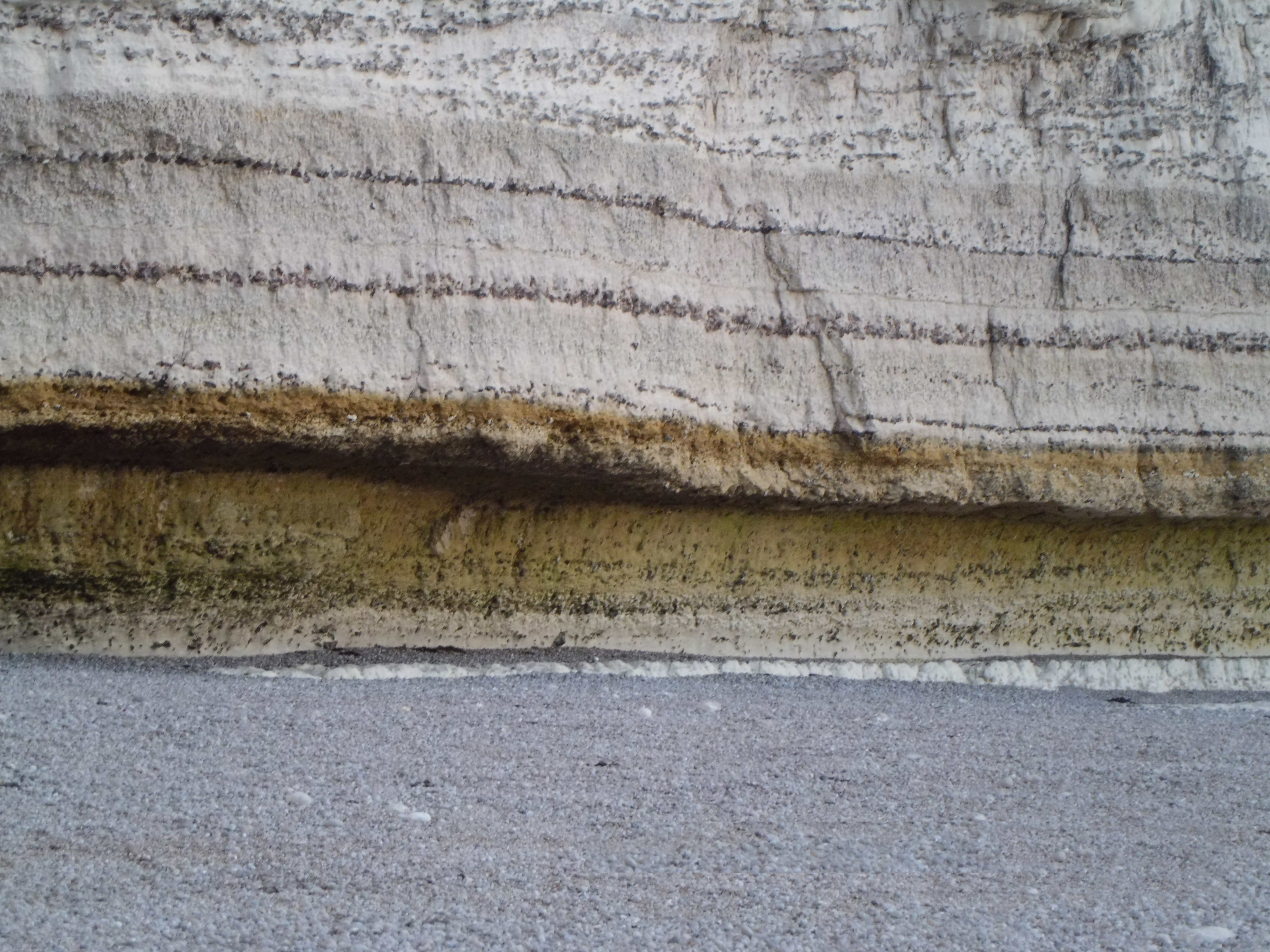
Strates de silex qui expliquent la présence de galets sur la plage. Encoches de sapement creusées par la mer au pied des falaises.

Étretat est une commune balnéaire et touristique  située le long de la Manche, sur la côte d'Albâtre, proche de l'estuaire de la Seine, marquée par ses falaises et célèbre pour ses trois arches successives.
Elle se trouve à 25 km au nord du Havre, 70 km au nord-ouest de Rouen et à la même distance au nord-est de Caen.
Elle est desservie par l'ancienne RN 40 (actuelle RD 940).
Les falaises d'Étretat sont constituées de calcaire du Crétacé, c'est-à-dire, pour l'essentiel, de la craie blanche à silex du Sénonien, plus précisément du Turonien au Coniacien. Il n'y a pas d'autres minéraux, contrairement à ce que l'on observe ailleurs sur ce même littoral cauchois (par exemple le grès dans le nord du département de Seine-Maritime, aux environs de Dieppe), ni de calcaire oolithique du Jurassique comme celui des falaises du Calvados qui est de teinte plus jaune. On y distingue donc uniquement les strates régulières de silex, ce qui explique la présence de galets sur la plage. En effet, à la suite de l'effondrement de pans de falaise, le calcaire et le silex se trouvent au contact de l'eau de mer qui dissout le calcaire et l'action des vagues polit le silex pour en faire des galets.
Plus à l'est, le visiteur trouve à Fécamp des falaises calcaires qui comptent parmi les plus hautes de ce type avec 105 m au cap Fagnet et 120 m en haut de la côte de la Vierge, contre seulement 75 m au maximum côté aval et 84 m au maximum côté amont à Étretat. Au pied des falaises, on constate la présence d'éboulis qui proviennent de la chute de pans entiers de roche. En effet, l'eau de pluie s'infiltre dans la craie poreuse et l'action du gel peut alors s'ajouter à ce phénomène destructeur. Comparativement, l'action de la mer est moindre, bien que son rôle ait un effet établi dans le processus de destruction des falaises, car elle en érode la base en pratiquant des encoches de sapement. Autrement dit, « les agents d'érosion les plus actifs sont davantage continentaux que marins. C'est d'ailleurs ce qui permet de comprendre les éboulements fréquents au long de la vallée de Seine, qui ne doivent évidemment rien à la mer. »
L'existence de trois arches successives : la porte d'Amont, la porte d'Aval et la Manneporte ne serait pas liée à l'origine à l'érosion marine, mais à l'action d'une rivière souterraine parallèle à la plage qui aurait creusé son lit dans la falaise avant le recul non uniforme de celle-ci, matérialisé par trois caps. L'érosion sur ces caps fragilisés par le conduit interne de la rivière serait à l'origine des trois arches à leur tour érodées plus ou moins complètement. Une seconde rivière souterraine serait à l'origine d'une seconde série d'arches dont l'une a uniquement son plancher d'effondré (les autres ont complètement disparu). Le pilier de l'arche correspondrait ainsi à l'« aiguille » d'un calcaire plus dur qui a empêché sa dissolution définitive, d'où cette extraordinaire création de la nature. Ensuite, la mer aurait élargi les arches, donnant au site l'aspect qu'on lui connait aujourd'hui. Une autre hypothèse met au contraire l'accent sur une érosion différentielle par la mer, qui serait liée aux caractéristiques de dureté de la craie locale dans la zone de balancement des marées. Bien qu'une rivière existe dans l'axe du Grand Val, elle est aujourd'hui souterraine et ressort aujourd'hui sur la plage au niveau du cordon de galets. Le façonnement des arches par une hypothétique rivière ne repose sur aucun argument scientifique. C'est donc la seconde hypothèse qui doit être retenue. Du fait d'une stratification ondulée, en monticules et cuvettes, certains niveaux durs (silex, hardgrounds) résistent mieux à l'action des vagues. D'autres agents, comme la fracturation, les failles ou les puits de dissolution karstique concourent également à l'évolution des arches.
Paysage
Cette côte rocheuse accidentée, en particulier ces deux falaises qui encadrent la baie ont contribué à la renommée de l'endroit. La Porte d'Amont est au nord-est (en regardant vers la droite si face à la mer). C'est un promontoire en pente avec une arche surbaissée. À l'opposé se trouve la Porte d'Aval, une falaise plus haute (plus de 80 mètres) et plus spectaculaire avec son sommet divisé connu sous le nom d'Aiguille. Au fur et à mesure que le visiteur se rapproche d'Amont depuis Aval, ce pic se déplace jusqu'à ce qu'il soit en partie visible à travers l'arc.

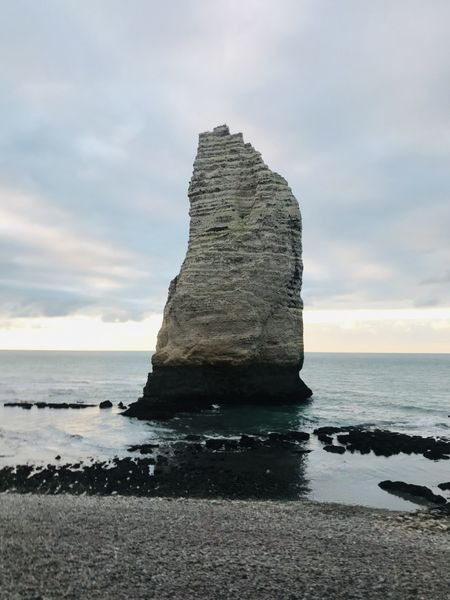
Photo de l'aiguille d'Étretat.

### Communes limitrophes
| Manche     | Manche     | Manche               |
|            | Étretat    | Bénouville           |
| Le Tilleul | Le Tilleul | Bordeaux-Saint-Clair |

### Hydrographie
La commune est située dans le bassin Seine-Normandie. Elle n'est drainée par aucun cours d'eau,.

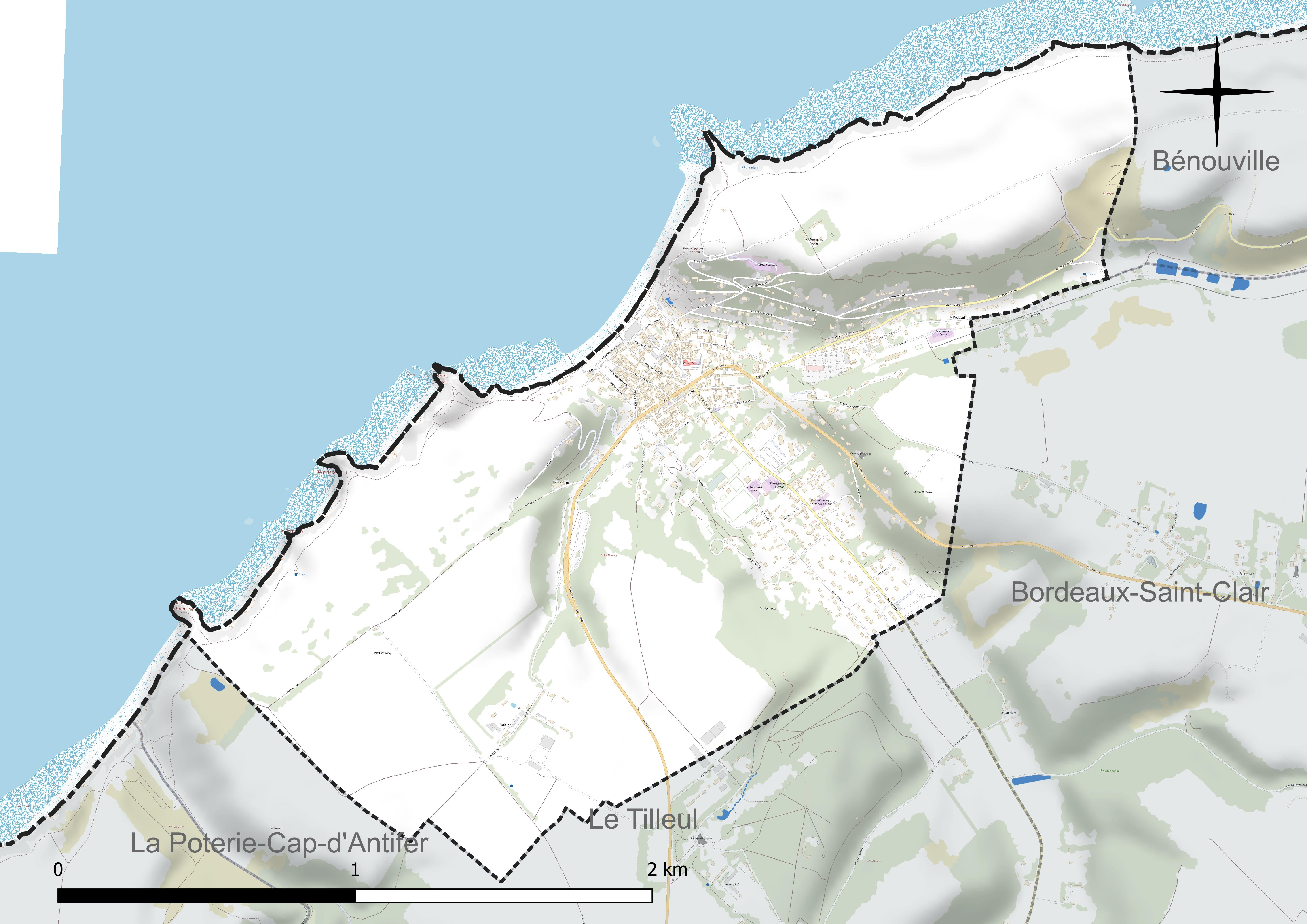
Réseau hydrographique d'Étretat.

### Climat
Pour des articles plus généraux, voir Climat de la Normandie et Climat de la Seine-Maritime.
En 2010, le climat de la commune est de type climat océanique franc, selon une étude du CNRS s'appuyant sur une série de données couvrant la période 1971-2000. En 2020, Météo-France publie une typologie des climats de la France métropolitaine dans laquelle la commune est exposée à un climat océanique et est dans la région climatique Côtes de la Manche orientale, caractérisée par un faible ensoleillement (1 550 h/an) ; forte humidité de l’air (plus de 20 h/jour avec humidité relative > 80 % en hiver), vents forts fréquents. Parallèlement le GIEC normand, un groupe régional d’experts sur le climat, différencie quant à lui, dans une étude de 2020, trois grands types de climats pour la région Normandie, nuancés à une échelle plus fine par les facteurs géographiques locaux. La commune est, selon ce zonage, exposée à un « climat maritime », correspondant au Pays de Caux, frais, humide et pluvieux, légèrement plus frais que dans le Cotentin.
Pour la période 1971-2000, la température annuelle moyenne est de 10,9 °C, avec une amplitude thermique annuelle de 12,6 °C. Le cumul annuel moyen de précipitations est de 866 mm, avec 11,9 jours de précipitations en janvier et 8,2 jours en juillet. Pour la période 1991-2020, la température moyenne annuelle observée sur la station météorologique la plus proche, située sur la commune de Octeville-sur-Mer à 18 km à vol d'oiseau, est de 11,5 °C et le cumul annuel moyen de précipitations est de 790,7 mm,. Pour l'avenir, les paramètres climatiques de la commune estimés pour 2050 selon différents scénarios d’émission de gaz à effet de serre sont consultables sur un site dédié publié par Météo-France en novembre 2022.

## Urbanisme

### Typologie
Au 1er janvier 2024, Étretat est catégorisée bourg rural, selon la nouvelle grille communale de densité à sept niveaux définie par l'Insee en 2022.
Elle est située hors unité urbaine. Par ailleurs la commune fait partie de l'aire d'attraction du Havre, dont elle est une commune de la couronne,. Cette aire, qui regroupe 116 communes, est catégorisée dans les aires de 200 000 à moins de 700 000 habitants,.
La commune, bordée par la Manche, est également une commune littorale au sens de la loi du 3 janvier 1986, dite loi littoral. Des dispositions spécifiques d’urbanisme s’y appliquent dès lors afin de préserver les espaces naturels, les sites, les paysages et l’équilibre écologique du littoral, tel le principe d'inconstructibilité, en dehors des espaces urbanisés, sur la bande littorale des 100 mètres, ou plus si le plan local d’urbanisme le prévoit.

### Occupation des sols
L'occupation des sols de la commune, telle qu'elle ressort de la base de données européenne d’occupation biophysique des sols Corine Land Cover (CLC), est marquée par l'importance des territoires agricoles (50,5 % en 2018), une proportion identique à celle de 1990 (50,5 %). La répartition détaillée en 2018 est la suivante : 
terres arables (25,7 %), prairies (24,9 %), zones urbanisées (20,4 %), espaces verts artificialisés, non agricoles (11,2 %), forêts (10,3 %), zones humides côtières (6,8 %), eaux maritimes (0,7 %). L'évolution de l’occupation des sols de la commune et de ses infrastructures peut être observée sur les différentes représentations cartographiques du territoire : la carte de Cassini (XVIIIe siècle), la carte d'état-major (1820-1866) et les cartes ou photos aériennes de l'IGN pour la période actuelle (1950 à aujourd'hui).

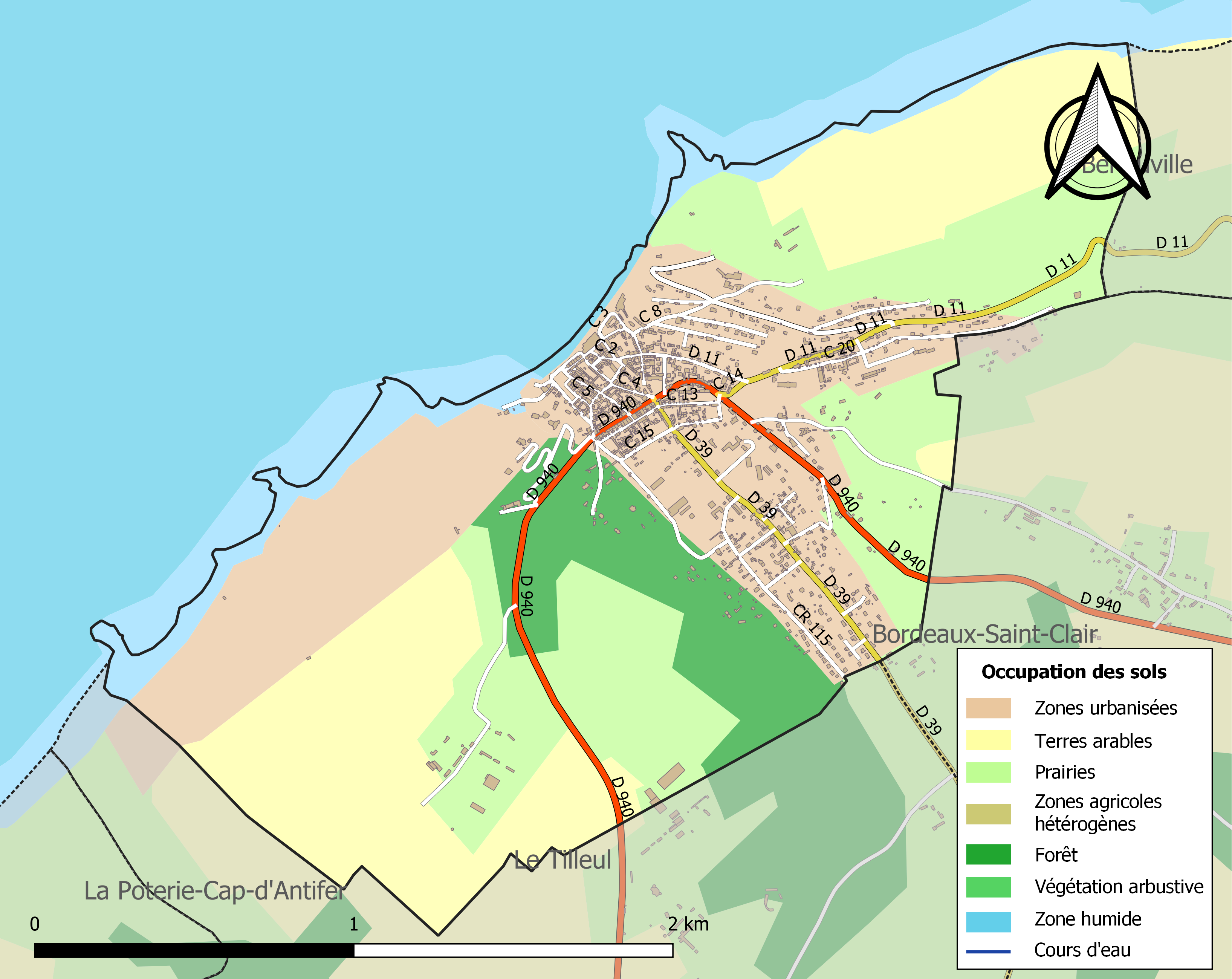
Carte des infrastructures et de l'occupation des sols de la commune en 2018 (CLC).

### Logement
| Logements                                        | Nombre en 2007 | % en 2007 | nombre en 2012 | % en 2012 | nombre en 2017 | % en 2017 |
| ------------------------------------------------ | -------------- | --------- | -------------- | --------- | -------------- | --------- |
| Total                                            | 1 386          | 100 %     | 1 388          | 100 %     | 1 381          | 100 %     |
| Résidences principales                           | 756            | 54,5 %    | 729            | 52,5 %    | 662            | 48,0 %    |
| → Dont HLM                                       | 124            | 16,4 %    | 130            | 17,9 %    | 74             | 11,2 %    |
| Résidences secondaires et logements occasionnels | 542            | 39,1 %    | 546            | 39,3 %    | 619            | 44,8 %    |
| Logements vacants                                | 88             | 6,4 %     | 113            | 8,2 %     | 99             | 7,2 %     |
| Dont :                                           |                |           |                |           |                |           |
| → maisons                                        | 905            | 65,3 %    | 892            | 64,3 %    | 880            | 63,8 %    |
| → appartements                                   | 416            | 30,0 %    | 427            | 30,8 %    | 484            | 35,0 %    |

Le parc de logements, dont l'importance est stable, se transforme progressivement : nombre de résidences principales deviennent des résidences secondaires pour les estivants, ou restent vacants.

## Toponymie

### Attestations anciennes
- Strutat en 1040[23],[24],[25], Strudard en 1040 [?][26]
- Estrutat[27],[28],[29] du XIe siècle au XVe siècle[30]
- Strutart en 1166-1173[31]
- Estrutart[32],[33] du XIIe siècle au XVe siècle[30]
- Estretat en 1203[34]
- Estrutart, Estrudard, Estructat, Estrutat au XIIIe siècle[35]
- Strutat en 1397-99[31]
- Etretat sur-la-mer en 1433[31]
- Estretat en 1433[31]
- Strusarda, Strünsaert en 1586[36]
- Estretal en 1630-1631[37],[38]
- Estretot en 1600-1650[39],[40]
- Strataliœ portes en 1657[41]
- Estretat en 1715-1766[42],[43]
- Etretat en 1757[31]
- Étretat en 1792-1795[44],[45]

### Étymologie
L'étymologie du lieu a beaucoup stimulé l'imagination des érudits du passé, des auteurs de sites internet et ne fait pas l'unanimité parmi les toponymistes modernes :

#### Conjectures anciennes

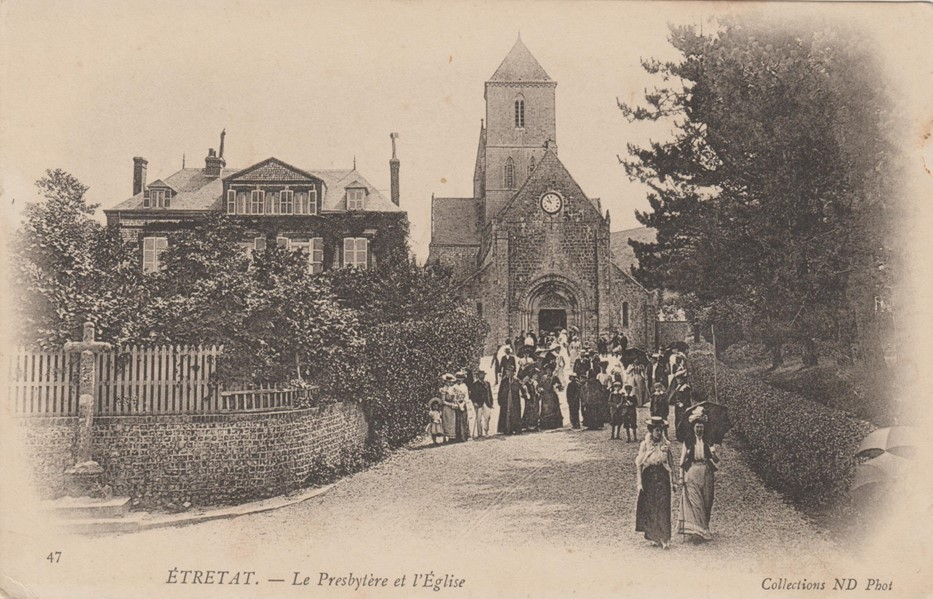
Photographie ancienne du presbytère et de l'église d'Étretat

Au XIXe siècle, l'Abbé Cochet cherche à établir l'« orthographe » d'Étretat et pour cela, il cite, avec une certaine exhaustivité et précision, les formes anciennes. Cependant, il considère comme des corruptions (sic) les deux formes les plus anciennes Strutat et Strudard. Curieusement, il retient le nom d'Estretal, attesté seulement à partir du XVIIe siècle, comme pertinent, sans doute parce qu'il est « répété aujourd'hui par beaucoup d'habitants de nos campagnes. » (il veut certainement dire « Étretal »). À l'époque, on n'a pas conscience que les noms propres, comme les noms communs, peuvent s'altérer au fil des siècles dans la bouche des gens du peuple. Par contre, il considère la forme isolée et tardive Étretot (XVIIe siècle) comme étant « évidemment une corruption », puisqu'elle n'apparaît que sous la plume des géographes (qu'il oppose aux habitants de nos campagnes avec un certain bon sens) et il rejette aussi implicitement les formes anciennes récurrentes Estrutat, Estrutart, comme savantes. Selon lui, la désinence tot (sic), si elle est commune en pays de Caux, ne se rencontre pas dans des vallées. L'abbé privilégie une étymologie latine d'Estretal conformément à sa formation : stratœ talus, qui comporterait aujourd'hui un astérisque *Stratae talus, car cette forme n'est pas attestée. Elle signifierait, selon lui, strata, voie pierrée, « traduite en français généralement par étré » et il y associe les noms de lieux Étréville (stratae villa, c'est-à-dire *Stratae villa), Étrécauchie (stratae calceia, c'est-à-dire *Stratae calceia), Étrépagny (stratae pagus, c'est-à-dire *Stratae pagus) et Étréham (stratae hammus, c'est-à-dire *Stratae hammus), toutes ces formes étant de son invention. Le second terme talus serait issu du celtique tal et signifierait « marché » ou « extrémité » (sic).
En réalité, selon les principes de la phonétique historique, Strutat aboutit à Estrutat et Strudard à Estrudard, et l'évolution de Strutat en Étretat est régulière et récurrente en langue d'oïl (cf. par exemple le gallo-roman STUDIA > estudie (XIIe siècle) > estuide > étude). Aussi, même s'il fut employé par les habitants des campagnes, Estretal n'a pas beaucoup plus de raisons qu'Estretot d'être l'« orthographe originelle » du toponyme. Quant à l'affirmation de l'abbé sur la « désinence tot », qui est en fait un appellatif toponymique suffixé -tot, selon laquelle -tot ne s'applique jamais à un lieu situé dans une vallée, elle est contredite sur un simple exemple : Hautot-sur-Seine. Outre le fait qu'elle ne correspond à aucune attestation ancienne, son explication par *Stratae talus, composé pour le moins insolite, se heurte à de sérieux arguments. De plus, l'abbé semble ignorer l'existence en ancien français du terme estrée « route », issu effectivement du latin strata (via) et qui, comme il le pressent, constitue bien le premier élément d'Estrée-Cauchy, mais celui-ci est identifié comme tel dès l'origine : Estrées en 1096, forme sans rapport avec les attestations anciennes d'Étretat à la même époque. Quant aux autres toponymes cités, leurs formes anciennes véritablement attestées ne montrent aucune relation avec l'ancien français estree : Étréville (Sturivilla vers 1054), Étrépagny (Sterpiniacum 628, Stirpiniaco 872) et Étréham (Œsterham 1350). En outre, ni -ville, ni -ham ne sont généralement associés à un appellatif roman comme premier élément et pagus ne peut pas aboutir régulièrement à -pagny. Il y a bien un élément tal en celtique, ou plus précisément le gaulois talu qui signifie « front, surface ». Il apparaît dans le radical du mot gallo-roman TALUTU qui a certes donné talus, mot français, mais apparemment aucun autre dérivé. Le latin classique talus en revanche signifie « osselet du paturon de certains animaux, qui servait à jouer aux osselets » et ne convient pas ici. Il est probable que le mot prononcé [etrœtal] (et non pas [etretal]) soit le résultat d'une évolution populaire de la forme Estrutart où la finale [-ar] aurait fait place à [-al] : cette altération a pu être motivée par l'analogie avec les noms en -dalle, fréquents dans le pays de Caux cf. aussi le hameau de Taintal (ancien lieu-dit au sud de Valmont, cf. Cassini), attesté sous la forme Stendala au XIIe siècle.
L'abbé fait cependant remarquer avec une sagesse toute scientifique « les rapprochements sont la meilleure voie, la seule peut-être où doive marcher l'étymologie, si elle veut jamais s'élever jusqu'au rang de science » et « hâtons-nous de sortir du royaume des conjectures et des tâtonnements, pour nous placer sur le terrain de l'histoire et des réalités ».
Ce type d'explications se retrouve encore dans divers ouvrages sur l'histoire d'Étretat et sur plusieurs sites internet. À titre d'exemple : « Étretat pourrait venir de ostreosa statio qui signifie station d'huître, d'estre qui veut dire étroit et pourrait évoquer la configuration d'Étretat serré entre deux falaises, ou encore estruere, verbe latin signifiant « trouer, percer ». » Ces différentes hypothèses ne correspondent en rien à la nature des formes anciennes mentionnées plus haut et ne sont pas basées sur une analyse linguistique des éléments attestés, ainsi le latin ostrea a donné oistre en ancien français (jusqu'au XVIIe siècle) et huître parallèlement. *Ostreosa (non attesté) aurait donc évolué en *oistreuse ou *huîtreuse et statio en estacïon (estacion attesté fin XIIe siècle, moderne station, forme savante attestée à partir de la fin du XIIe siècle également). Quant au estre proposé par ces sources, on peut supposer qu'il s'agit d'une forme parallèle à étroit, issu du latin strictus, en réalité ce terme n'existe pas en ancien français avec la signification d'« étroit », mais au sens de « ce qui est à l'extérieur » (terme issu du latin exterus). En outre, on ne trouve aucune tentative pour expliquer l'élément -tat. E(x)struere est avec ce sens un terme de latin médiéval, forme fabriquée d'après le latin exstruere (italien estruere) « construire, édifier, amasser », contaminée par l'ancien français troe « trou » (issu d'un bas latin *traucum) même chose que pour l'hypothèse précédente, d'où procède -tat ?

#### Études modernes
Les toponymistes, au contraire, analysent les différents éléments composant Étre-tat ou Étr-etat, à partir des formes les plus anciennes (Stru-tat, Stru-tard), les plus régulières, et dont l'évolution s'explique par les lois de la phonétique historique. Ils notent le caractère insolite de la finale -at, dans une région de langue d'oïl comme la Normandie. En effet, il ne peut pas s'analyser comme une terminaison -at issu du suffixe gallo-roman *-ATU, inexistant en Normandie sous cette forme, car son évolution aurait régulièrement abouti à la terminaison -é, éventuellement à -et, -ey ou -ay. Or, cette mutation est antérieure au IXe siècle. Par conséquent, il ne peut pas s'agir d'un nom de lieu celtique ou gallo-latin terminé par -at- (cf. le toponyme gaulois Condate devenu Condé au nord de la France) et c'est une formation toponymique postérieure à cette évolution phonétique. Il s'agit vraisemblablement d'une formation médiévale du IXe siècle, Xe siècle ou XIe siècle.
- Albert Dauzat et Charles Rostaing considèrent ce toponyme comme obscur[53].
- François de Beaurepaire hésite sur la nature des deux éléments contenus dans ce nom de lieu. Il reconstruit les formes *Sturstat et *Turstat. Le second élément -stat serait issu du vieux norrois stadr (staðr) « lieu, place », tout comme les noms de lieux du Jutland en -sted et d'Angleterre en -stead. Il pense sans doute que l'alternance des formes anciennes en -ard et en -at peut se justifier par le [r] de l'ancien scandinave staðr qui se serait amuï, engendrant une forme parallèle en -at. Quant au premier élément, il s'expliquerait par l'adjectif vieux norrois stur « grand », aussi porté comme anthroponyme, ou encore Thor (Þórr), fréquemment attesté comme nom de personne en Normandie dans les noms de lieux de type Tourville par exemple[30]. Remarque : l'adjectif qui signifie « grand » en vieux norrois est stórr et non pas stur, d'où islandais stór et norvégien stor « grand ».
- Ernest Nègre reprend l'analyse de Fr. de Beaurepaire sur la base, toutefois, d'un surnom scandinave différent : Styrr (variante vieux danois Styr[54]) > latinisé en Esturus dans les textes[55] (y se prononce « u » dans presque toutes les langues germaniques). Ernest Nègre considère implicitement que le [s] de staðr s'est assimilé au [r] de Styrr, c'est-à-dire *Styrrstaðr > *Styrrtaðr.
- René Lepelley se contente de l'explication de Beaurepaire[56].
- Jean Renaud est le seul à donner une version radicalement différente de l'étymologie du lieu. Le second élément serait issu du vieux norrois stakkr « rocher élevé, en mer » bien attesté près des établissements vikings : stakk aux Shetland, stac aux Hébrides, et que l'on retrouve sur la côte des Îles de la Manche et du Cotentin sous les formes étac ou état, comme l'Étacq à Jersey, l'État à Chausey ou l'État, rocher au large de Jobourg (cf. stack). Le premier élément serait peut-être le vieux norrois stútr utilisé dans le sens de « dressé, projeté ». Selon lui, le nom a dû s'appliquer à la fameuse aiguille d'Étretat : le « rocher dressé »[57]. L'évolution phonétique serait la suivante *Stútrstakkr > *Sturstac > *Sturtat > Strutat. On ne conserve cependant aucune trace de ces évolutions phonétiques complexes dans les formes anciennes.

L'hypothèse de François de Beaurepaire, par l'anthroponyme vieux danois Thor ou vieux norrois Þórr, peut convenir dans la mesure où ce nom de personne a parfois évolué en Tur- lorsqu'il est associé à un autre mot norrois. ex. : NL Toretot XIIIe siècle > Turretot, *Torcleville (Torclevilla 1158) > Turqueville ; NP Thorgisl > Turgis, Thorketill > Turquetil. En outre, on constate aussi des métathèses et des évolutions de la voyelle initiale, comme dans NP Turquetil > Truptil (Pays de Caux) ; NL *Tormodeville (Tormodi villa 1025) > Trémauville. Le passage de *Þórrstaðr à *Storta(r)t, puis *Sturta(r)t et enfin Struta(r)t vers 1040 serait la conséquence de deux métathèses successives. Parallèlement, on note l'extrême fréquence de celles-ci dans le dialecte local, le cauchois, exemple : eune frémi « une fourmi ». Dans l'hypothèse *Þórrstaðr, il existe un nom de lieu équivalent en Norvège, Torstad, situé sur le littoral dans le Nord-Trøndelag (voir aussi le lieu Þórðarstaðir en Islande).
Cependant, le premier élément *Stur- > Stru- > Estru- semble se retrouver dans Éturville (Sturvilla 1165, Manche) et Étréville (Sturivilla vers 1054; Esturvilla vers 1148; Sturvilla en 1179, Eure). Il s'agit probablement du nom de personne masculin d'origine scandinave Styr(r) qui se perpétue dans les noms de famille normands Estur, encore en usage dans le pays de Caux et Étur, dans le pays de Caux et le Cotentin. Dans Estrutat, il a d'abord subi une métathèse de Stur- en Stru-, d'où Estru- au lieu d'Estur. Ce mot fait directement écho sur le plan phonétique, avec un ancien anthroponyme normand Esturman, latinisé en Strumannus, mentionné dans le Cartulaire de Jersey et dont la forme originelle est Sturmannus, issu du vieux norrois stýrimaðr ou vieux danois Styrman, ainsi que l'ancien normand esturman mot-à-mot « homme du gouvernail » → « capitaine ». C'est pourquoi l'hypothèse *Styrrstaðr > *Styrrtaðr (avec assimilation de [s] à [r]) d'Ernest Nègre est la plus forte, elle est en outre phonétiquement plus simple.

## Histoire

### Préhistoire et Antiquité
D'après des découvertes archéologiques, l'occupation humaine du site remonterait à l'Antiquité. Cependant, on ignore tout des détails de la vie et du rôle tenu historiquement par le village, et même son nom ancien. L'activité a dû toujours être liée à la pêche, avant le développement du village en tant que station balnéaire au XIXe siècle et la disparition des pêcheurs à la fin du XXe siècle.
Une vieille légende attribue la fondation du village à des Vikings, qui surgissant de leur esnèque (drakkar), auraient tenté d'abuser d'une Dame Olive, une sainte femme fort riche, qui avait coutume de se baigner ou de laver son linge dans la fontaine au pied d'un rocher. Le nom de « Fontaine Olive » a subsisté pour désigner sur la plage, une source devenue sous-marine par le recul du littoral et matérialisée par une enceinte carrée d'époque antique.
Agglomération secondaire dans l'Antiquité, Étretat était reliée à Jvliobona ou Iuliobona (Lillebonne) par une voie romaine. Plusieurs traces de ce passé gallo-romain ont été mises au jour : un aqueduc de trois kilomètres détruit dans la première moitié du XIXe siècle, des monnaies, des vases, une villa, un cimetière à incinération relativement modeste de cinq à six urnes en terre cuite accompagnées d'assiettes en terre rouge et de clous en fer, ensuite l'abbé Cochet a encore exhumé quatre nouvelles sépultures avec dix-huit vases. Comme ailleurs, ces objets et infrastructures caractéristiques de la civilisation romaine n'indiquent pas la présence de Romains, mais la conversion progressive des populations celtiques, en l'occurrence les Calètes, à la civilisation romaine perçue par les élites comme plus raffinée. En outre, on note qu'aucune tombe de militaire romain, ni de camp romain datant du Haut-Empire n'a jamais été mis au jour par des archéologues dans le Nord-Ouest de la Gaule.
Dans le jardin du presbytère, un autre cimetière recouvrait des ruines d'époque romaine. Il date des Mérovingiens et regroupait, entre autres, des tombes de militaires, comme habituellement dans la région, qui ont livré : une spatha, des agrafes en bronze, des plaques de ceinturon, un scramasaxe. Une douzaine de squelettes, voire davantage, était inhumée en position assise, comme à Londinières, Envermeu, Selzen, au Danemark et en Angleterre (Yorkshire, Northamptonshire). Postérieurement, on a déterré d'autres sépultures contenant des squelettes avec des silex au pied et du mobilier : trois breitsaxes, des boucles et des plaques en fer damasquinés, des épingles en os. Le mobilier recueilli, la présence d'armes, la répartition géographique limitée de tels rites funéraires indiquent l'installation d'étrangers francs ou saxons dans la région, comme il a été analysé avec précision ailleurs, par exemple à Frénouville ou à Vron. On notera également que les Germains tout comme les Celtes, tendaient à la romanisation et à l'assimilation dans l'Empire.

### Moyen Âge

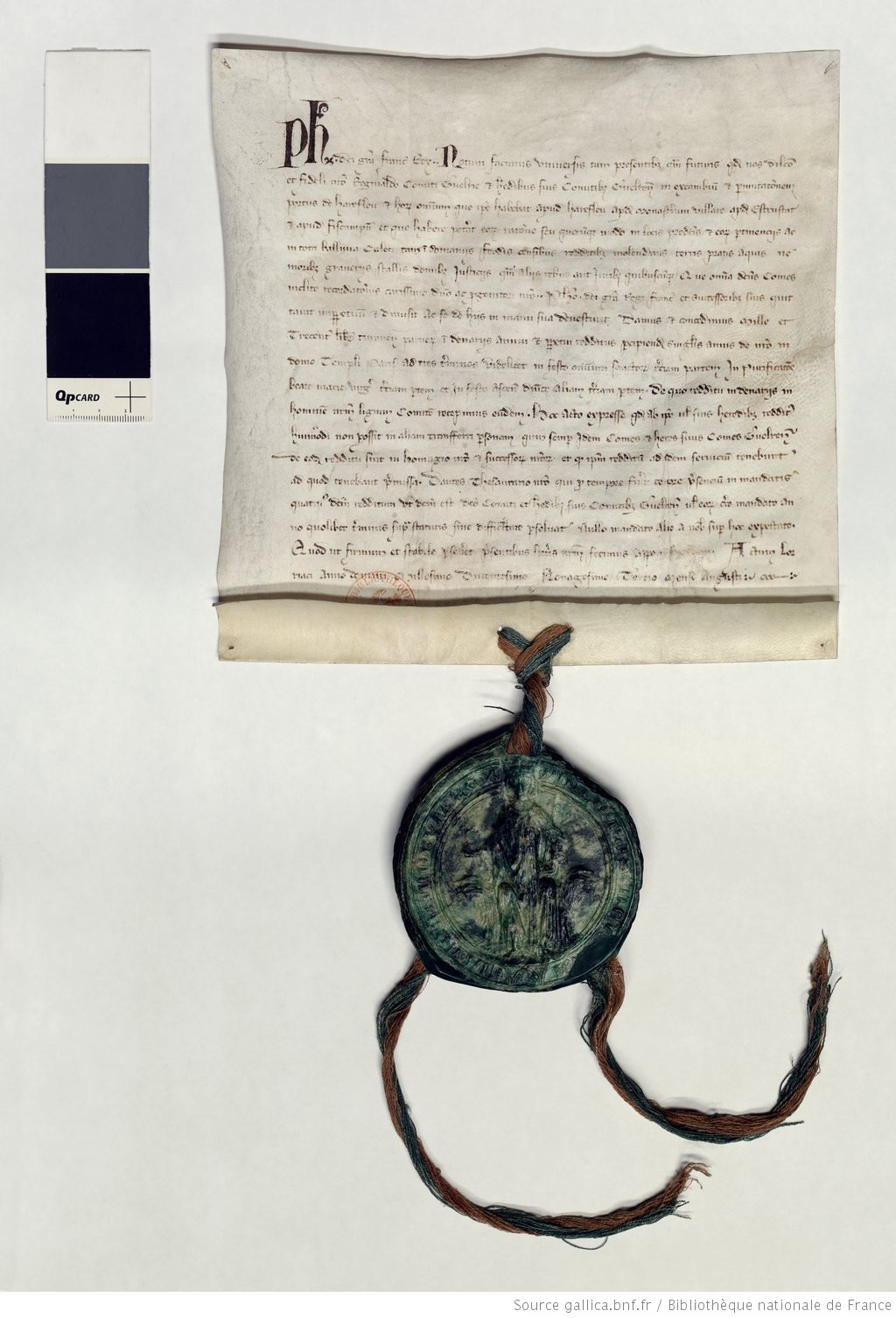
Acte de possession de Harfleur, Montivilliers, Étretat, Fécamp et Lorris au comte de Gueldre en 1293 par le roi Philippe IV le Bel - BNF Paris.

Le lieu est sous l'autorité des ducs de Normandie au Xe siècle, avant de passer sous celle de l'abbaye de Fécamp qui fait établir des ermitages hors du village, dont l'église au XIIe siècle et des fermes. Étretat, plus que Fécamp, fournit des bateaux au roi de France Philipe de Valois. Il semble qu'avec la rivalité anglo-française d'alors, le port d'échouage soit abandonné, ou attribué à la seigneurie de Bénouville. Le 15 janvier 1525, le village de pêcheurs est submergé.

### Temps modernes

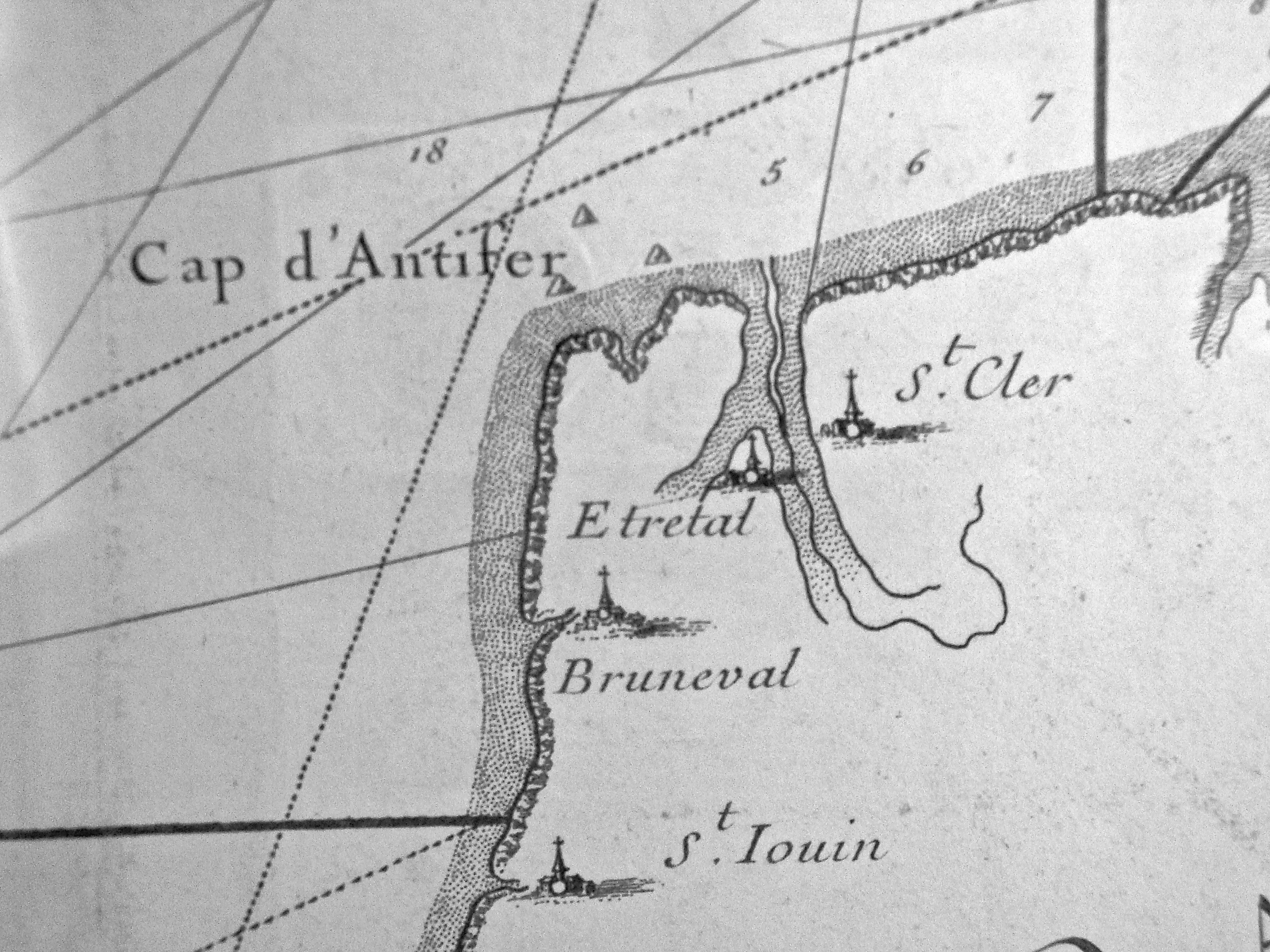
Gros plan sur l'estuaire d'Étretat dans une carte du XVIIIe siècle - Musée Maison de l'Armateur - Le Havre.

Sur les cartes topographiques conservées à la Bibliothèque Nationale, « Strétal » apparait comme un lieu-dit en arrière de la côte sur les deux cartes de 1650 de Louis-Nicolas de Clerville au Cap d'Antifer dont l'aiguille est l'amer. La carte indique la profondeur de 5 à 8 brasses, indiquant ainsi le danger du marnage de 10 à 16 mètres de haut. « Estretat » paraît en 1740 dans la carte de Lemoyne. Alors que sur les cartes les plus anciennes du pays de Caux une simple rivière et son estuaire sont bien indiqués, sur une carte de 1753, « Etretat » apparait comme un vaste port naturel dans un estuaire bien protégé. Il n'y a pas de village juste une église construite au XIIe siècle sur la carte de Mangin.
En effet en 1665 sous Louis XIV, la plage est placée sous sa protection directe et devient une capitainerie avec une garnison. La dernière autorité militaire en fut Jacques-Nicolas-Joseph-Adam de Grandval qui fit construire en 1786 le Château du Grandval où il est mort en 1811. Sur la plage se trouvait un petit fortin rond dont les ruines sont visibles sur les photographies du XIXe siècle. En 1669, une grande marée ne laisse que des ruines, selon l'abbé Biot dans Remarques sur le Havre de Grâce, ce qui est également indiqué sur la carte de Cassini.
En 1782, l'ingénieur Lamblardie décrit la baie comme un port d'échouage, de 500 toises de large environ mais dont la ville et le sol de la vallée sur une profondeur de 700 m sont placés en dessous du niveau de la mer à marée haute, protégée par une digue de galets portés par les marées. Il propose d'y créer un port.

### Révolution française et Empire
C'est une période charnière pour Étretat qui, de village de pêcheurs, va devenir ville balnéaire. Peu à peu, l'activité traditionnelle de la pêche va être supplantée par le tourisme. C'est aussi l'époque où va être définitivement abandonné le projet récurrent de François Ier à Napoléon Ier de construire un port militaire. En effet, les rois de France ont cherché à protéger Le Havre avec différents projets : avec celui de l'amiral Bonivel pour François Ier, un projet pour Colbert, un pour Louis XVI et enfin le projet de Lapeyre pour Napoléon Ier conservé aux Archives départementales de la Seine-Maritime. En 1761, Jean Huber décrit Estretal comme « une belle petite ville, près de la mer et a une petite distance du cap d'Antifer ». C'est de cette époque que datent les deux plus anciens bâtiments d'Étretat.

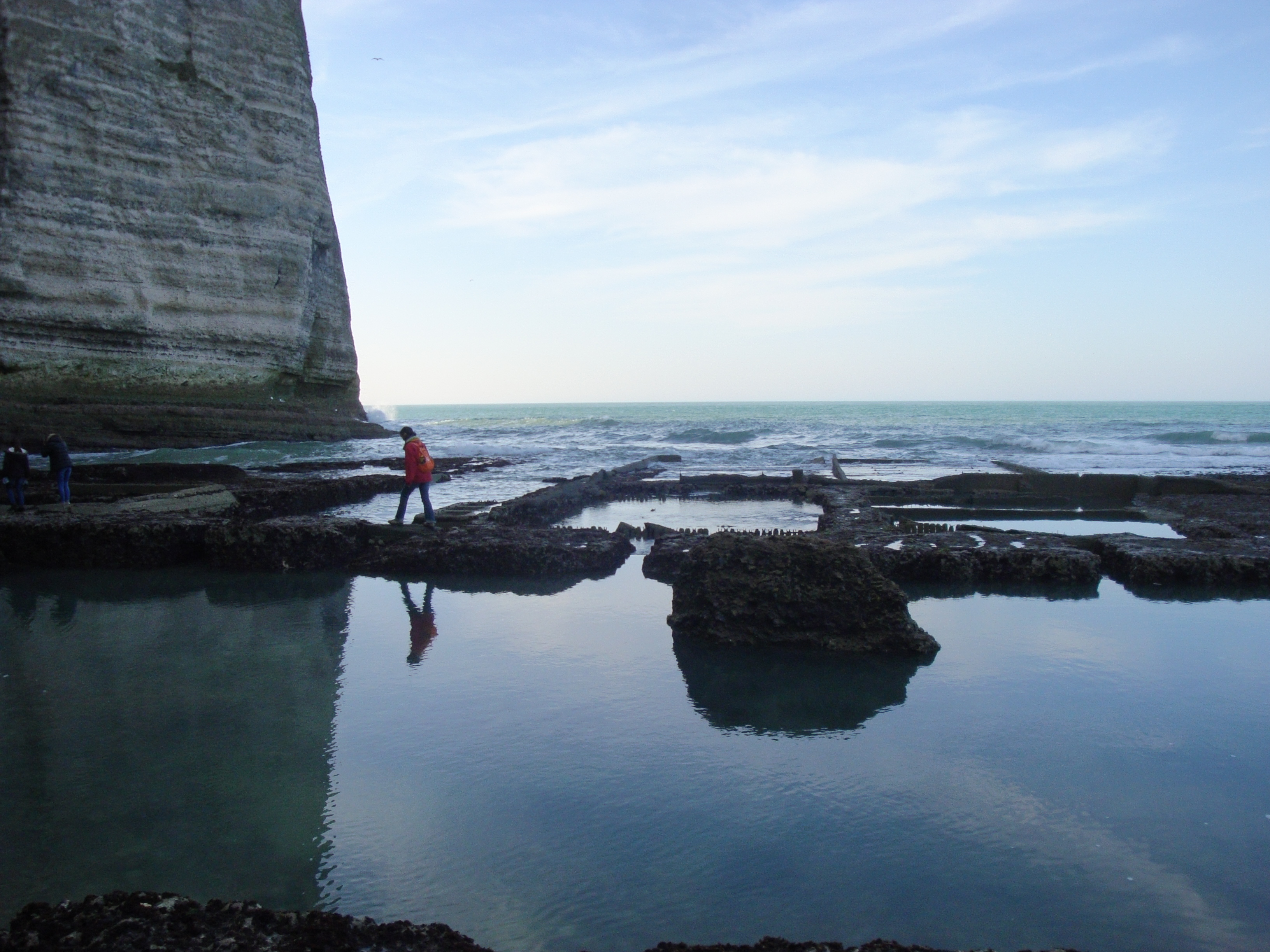
Éléments du parc à huîtres de Marie-Antoinette, fortifiés par l'armée allemande entre 1940 et 1944.

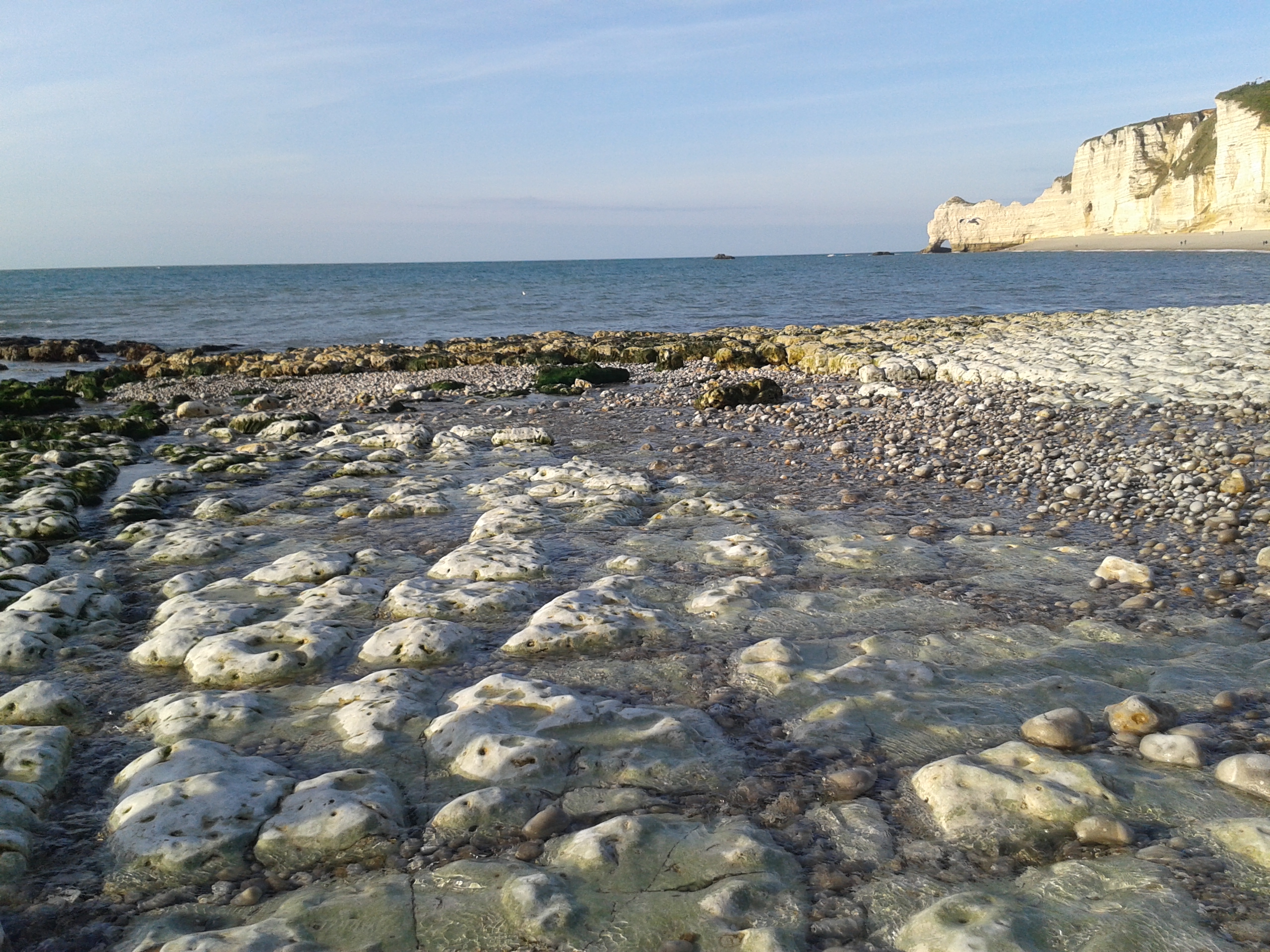
Sources d'eau douce de la rivière souterraine se déversant dans la Manche à Étretat visible à marée basse, avec falaise d'amont au fond.

Au XVIIIe siècle, la ville cultive et affine des huîtres pour Marie-Antoinette, et les bourriches d'huîtres sont livrées en une nuit à Versailles pour y être consommées fraîches au matin. Aujourd'hui, les restes des parcs à huîtres sont bien visibles au bas de la falaise d'aval. En 1777, le marquis de Belvert pour satisfaire la Reine, fait transporter les huîtres par deux sloops, « La Syrène » et la « Cauchoise » depuis la baie de Cancale, après plusieurs mois de raffinage dans l'eau salée de mer et d'eau douce de la rivière souterraine, il les expédiait à Paris, à dos d'âne ou de cheval.

### Époque contemporaine
Pendant la première moitié du siècle, il y a entre vingt-cinq et trente bateaux de pêche sur le perrey. Cependant, dès 1850, leur nombre diminue fortement pour ne plus atteindre qu'une seule unité. Ils sont remplacés par des canots qui pratiquent la pêche côtière. Les clinques, des bateaux traditionnels à clin, naviguaient jusqu'à Dieppe pour pêcher le hareng à la fin de l'automne et le village abritait de 250 à 300 marins. La seule activité restée florissante à Étretat jusqu'à la fin du XIXe siècle est la pêche au maquereau, que l'on pratique pendant les trois mois d'été.
Le site est découvert par Eugène Isabey qui vient y peindre six mois en 1820. Il fait découvrir le lieu à ses amis et aux peintres romantiques Bonington, Paul Huet, Roqueplan… qui mettent en avant dans leurs peintures l'aspect sombre et tragique des tempêtes, des naufrages et des falaises tombant à pic dans la mer. En 1831, Eugène Lepoittevin s'y fait construire un atelier pour étudier la mer. En 1840, le « Manuel de voyage de John Murray », décrit Étretat à l'attention des touristes anglais et recommande de s'y arrêter sur la route 18 Havre–Dieppe : « À 10 miles au sud-ouest de Fécamp, sur la côte, se trouve le village de pêcheur, Étretat, au milieu des rochers qui ont été sculptées par la mer en arches, aiguilles et dans d'autres formes fantastiques. Ce lieu est apprécié des artistes français, et il y a une petite auberge correcte et simple (Au rendez-vous des Artistes). La route menante est mauvaise. »
Dès 1824 à Dieppe s'installe un établissement de bains où la duchesse de Berry lance la vogue des bains de mer, ce qui entraîne la transhumance de la haute société parisienne et le développement des stations balnéaires adoptant l'architecture néo-normande sur la côte d'Albâtre. Mais le village de 300 pêcheurs « indigents » apprécié des artistes ne profite pas immédiatement de cette vogue. Il est détruit plusieurs fois à la Pentecôte 1806, 17 février 1807, 1808, 1823 et 6 février 1842 chaque fois faisant de nombreux morts à la suite d'orages et de grandes marées provoquant inondations, torrents de boue transformant le village en « un lac jaune » bien qu'on y ait installé un petit canal avec une écluse, laissant apparaître d'anciennes fortifications-digues.

#### Créé sous le Second Empire

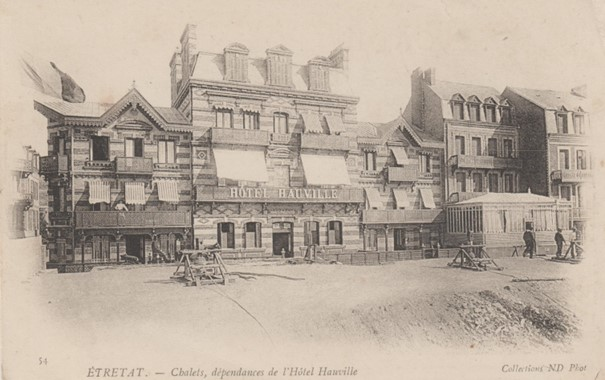
Photographie ancienne de l'Hôtel Hauville à Étretat avec ses dépendances.

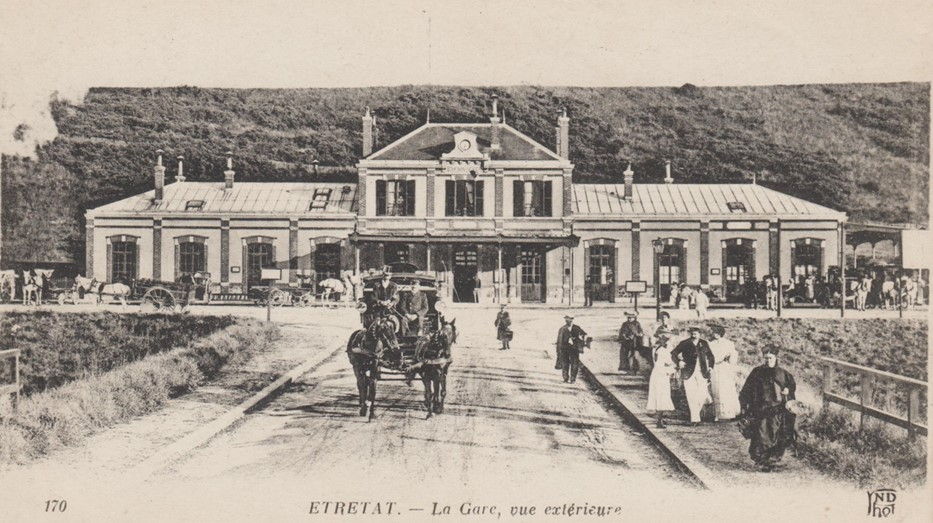
Photographie ancienne de la gare d'Étretat.

Aussi Étretat ne succombe-t-elle à la mode des bains de mer qu'après 1843. Alphonse Karr, auteur d'un roman à succès sur la ville en 1836 Histoire de Romain d'Étretat, va beaucoup contribuer au lancement de la petite station. C'est à cette époque que l'on construit la route de Fécamp et la route du Havre. On établit des liaisons régulières par omnibus à cheval. C'est avec Napoléon III, le duc de Morny, le comte d'Escherny et Lecomte-du Nouÿ que se met en place un projet de station balnéaire dont les premiers investisseurs sont des musiciens de l'Opéra de Paris. C'est aussi à cette époque que l'on commence à bâtir des villas de style balnéaire, à un rythme de plus en plus soutenu, alors que ce n'était guère le cas avant 1830. On reconstruit également le village, tout comme les villas, avec des silex taillés et des briques. Étretat devient au XIXe siècle un lieu de villégiature balnéaire à la mode et un territoire de prédilection pour la bourgeoisie d'affaires (financiers, industriels, commerçants) et intellectuelle (écrivains, journalistes, hommes politiques, carrières libérales et artistiques) en quête de loisirs.
En 1852, s'ouvre un casino de planches et d'ardoises, sous l'égide de la société des Bains de mer d'Étretat nouvellement créée. On y donne des spectacles tel Orphée aux Enfers de Jacques Offenbach. Cet opéra bouffe va donner son nom à la villa étretataise de son auteur. Dès cette époque tous ceux qui comptent autour de l'Opéra de Paris, chanteuses, chanteurs, compositeurs, librettistes y font construire une villa, Gustave Charpentier, Jean-Baptiste Faure, Ludovic Halévy, Hortense Schneider, Madame Dorus… et commandent aux peintres des vues des falaises. En 1861, le Manuel de voyage Murray décrit pour les touristes anglais la gare ferroviaire des Ifs-Étretat, là des fiacres desservent une station balnéaire bien adaptée, « remarquable pour la beauté de son paysage côtier », et où l'on peut séjourner dans les hôtels Blanquet, des Bains, ou Gustave Hauville. La société parisienne prend le « petit train des plaisirs » de la gare Saint-Lazare pour Le Havre à l'occasion de l'exposition universelle du Havre de 1869, où Étretat est vanté pour son pittoresque autant par Courbet que par Alexandre Dumas. Cependant la difficulté du lieu, pris entre des falaises, fait préférer aux banquiers et au duc de Morny le projet de Deauville. La présence de galets et l'absence totale de sable sont sans doute en partie responsables du moindre succès de l'endroit pour la baignade, par rapport à des plages comme Trouville-sur-Mer ou même Dieppe et Le Havre. Cependant, la raison principale est autre : des difficultés d'accès sont engendrées par la mauvaise qualité des voies de communication. En décembre 1870, la ville est prise sans coup férir par des lanciers uhlans prussiens qui semblent déçus par ce lieu réputé du Second Empire.

#### Après l'Empire

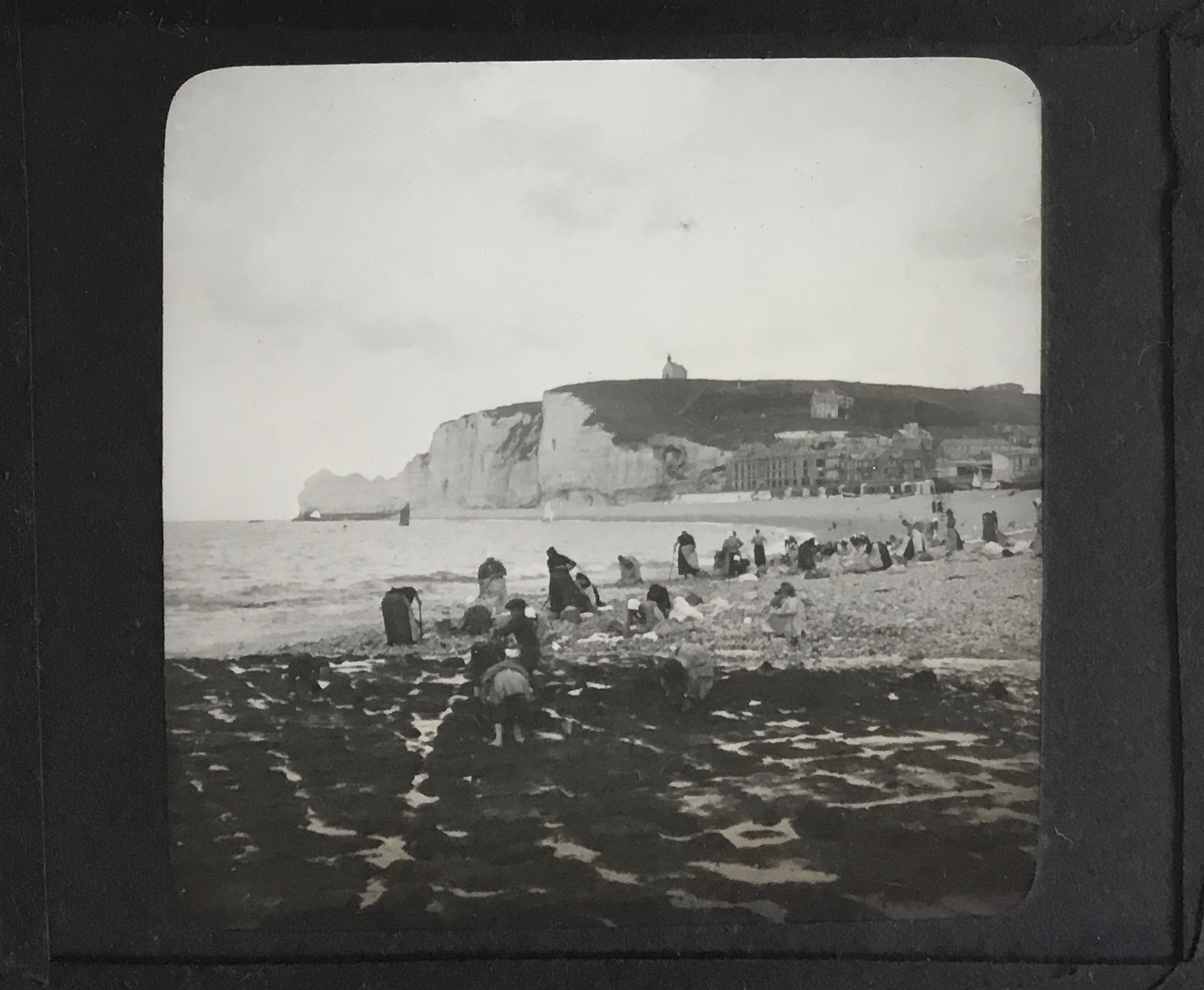
Les lavandières d'Étretat n'ont pas de lavoir sous abri, mais deux sources qui sourdent à l'ouest de la plage et qui sont alimentées par un ruisseau souterrain venu du Grand Val.

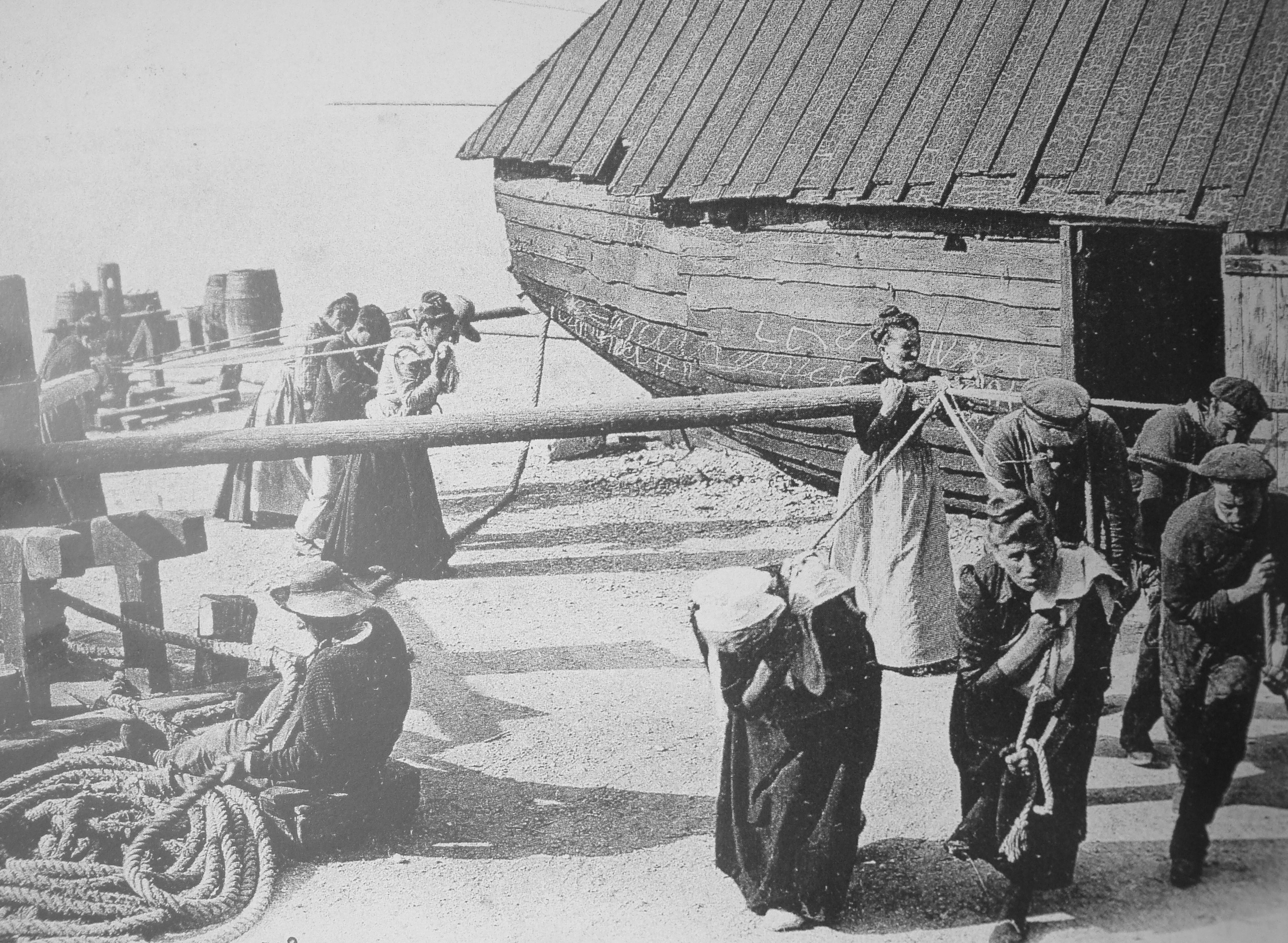
Attelage de femmes et d'hommes à un cabestan pour remonter une clinque (« caïque », un type de bateau à clin typique de la région) sur les galets à Étretat vers 1900.

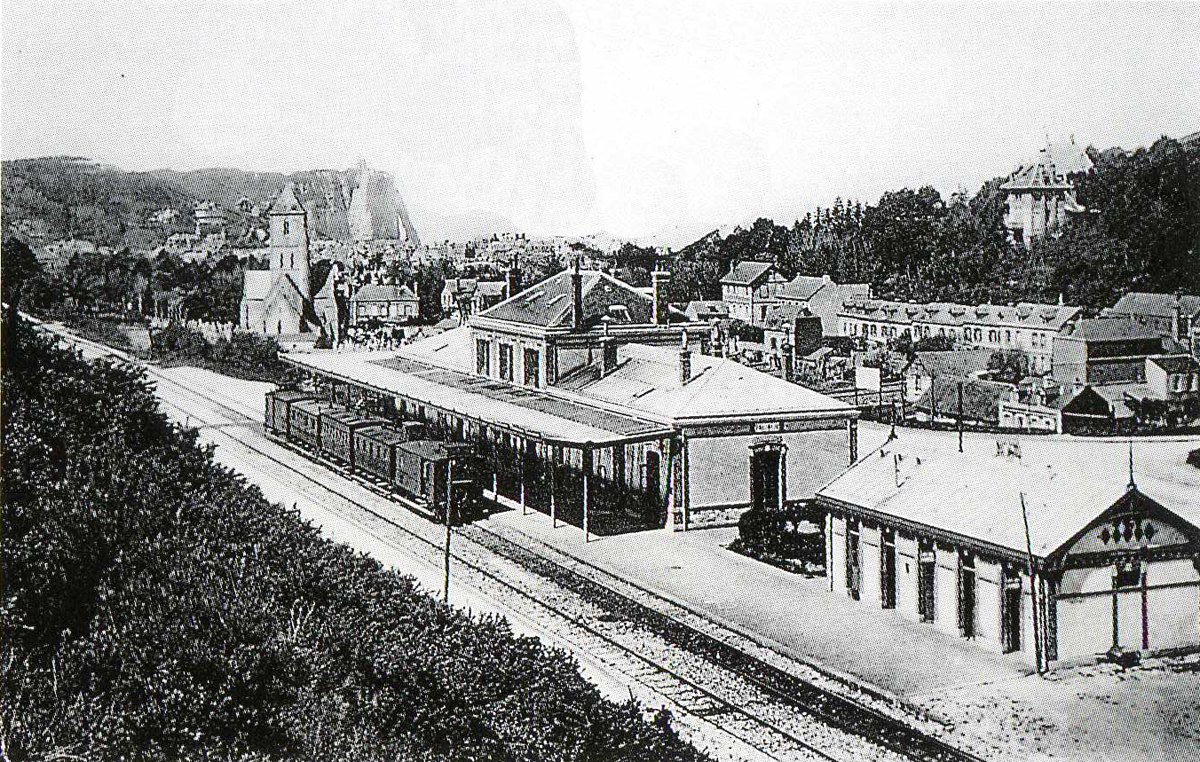
La gare d'Étretat vers 1910.

On enterre alors la petite rivière qui circule dans le Grand Val qui devient une rivière souterraine qui s'écoule aujourd'hui directement dans la mer et que l'on peut observer à marée basse. De plus comme on peut le constater en se rapportant à la carte de Cassini, la ville gagne sur la mer, sur le perrey, empêchant celle-ci d'entrer dans le val à marée haute. De plus en plus, le lieu prend des allures de rendez-vous touristique international, stimulé par la célébrité des falaises popularisées par les toiles de Claude Monet, dont la cote n'a jamais été aussi élevée, et de Gustave Courbet. La proximité de Paris, du Havre et de Rouen, grâce aux moyens de transport modernes, ne sont pas étrangères au succès de l'endroit. Finalement, une ligne de chemin de fer et une gare mises en service en 1895 achèveront de désenclaver ce lieu de villégiature déjà reconnu.
Les reines d'Espagne Marie-Christine de Bourbon-Siciles et sa fille Isabelle II viennent séjourner régulièrement l'été jusqu'en 1880 dans la résidence du prince Lubomirski (1838-1911), grand chambellan du tsar Nicolas Ier. Le temple protestant d'Étretat est inauguré en 1883 par les architectes Émile Bénard et Charles Letrosne, dans une architecture caractéristique du pays de Caux, en brique et silex.

#### XXesiècle

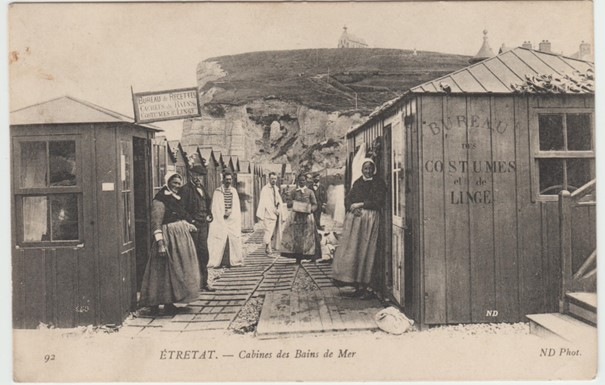
Photographie ancienne des cabines des bains de mer à Étretat.

Si le site naturel d'Étretat reste inchangé, bien que la biodiversité et la qualité des eaux soient menacées, ce sont surtout les aménagements et l'atmosphère même du bourg qui ont subi une grande mutation au XXe siècle par rapport au siècle précédent, déjà prodigue en bouleversements.
Confiée à l'architecte de la ville de Fécamp Émile Mauge, l'urbanisation de la ville se voit transformer, avec la construction de bâtiments à colombage, imitant le style normand : le manoir de la Salamandre, les Halles, le Clos Lupin, l'Orfraie, la villa Arthus ou le casino sur le front de mer aujourd'hui détruit.

##### De la Première à la Seconde Guerre mondiale

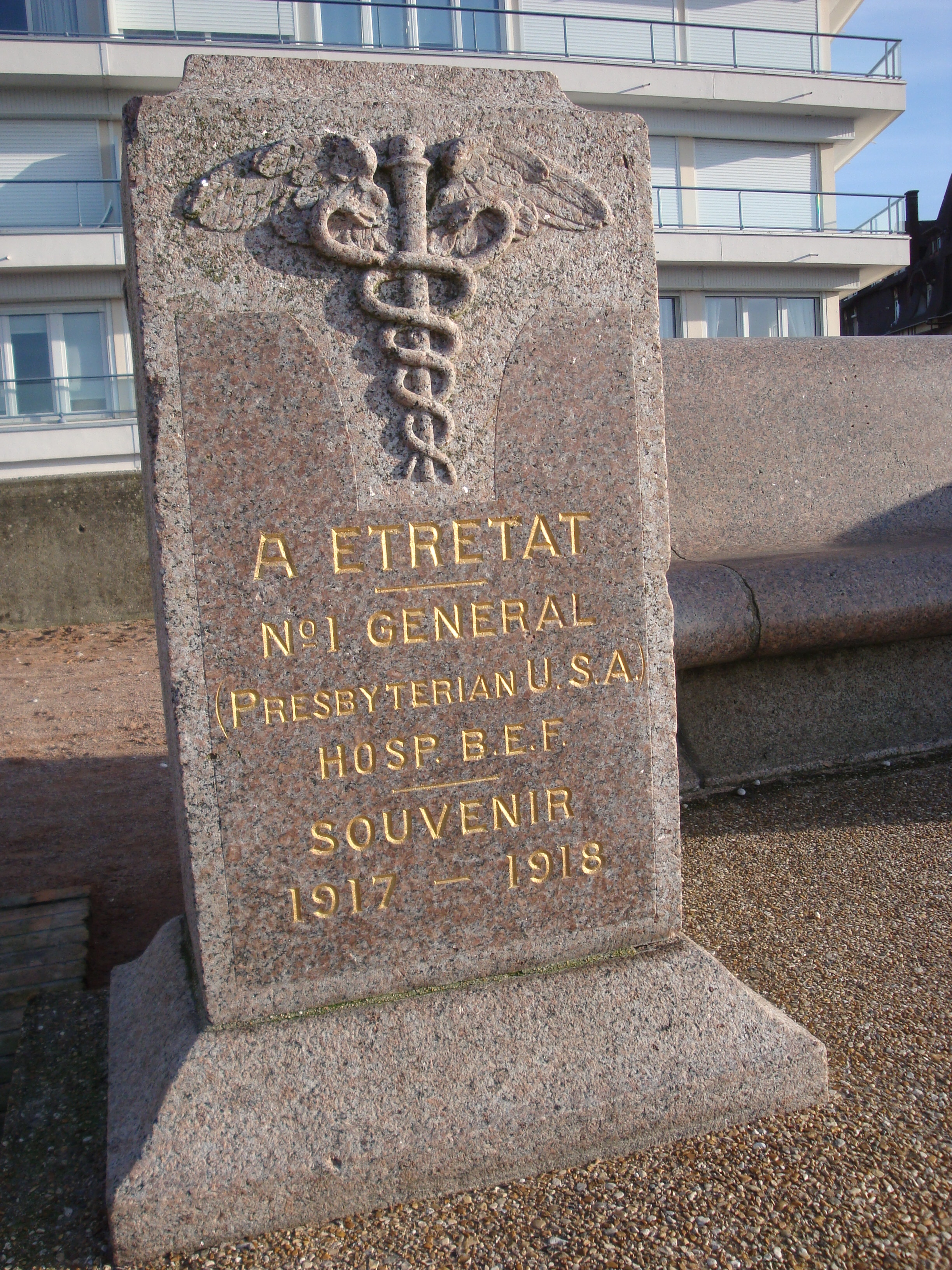
Étretat - Banc du souvenir en granit devant la mer - 1914-1918.

Étretat devient, pendant la Première Guerre mondiale, une base arrière et l'hôpital général No 1 des armées britanniques et du Commonwealth, puis No 2 Base Hospital Unit de l'armée américaine dont témoignent aujourd'hui les 564 tombes du cimetière britannique et américain, une plaque commémorative sur la halle et un banc de granit sur le perrey sur lequel on peut lire ; « A Etretat, No 1 - General Presbyterian HOSP.B.E.F - Souvenir 1917-1918 ».
En 1922 est fondée l'association des Amis d'Étretat afin de soutenir son électrification. Beaucoup de Parisiens comptent alors une résidence secondaire dans ce village de pêcheurs.
La Seconde Guerre mondiale met un frein à la croissance du tourisme, qui avait été auparavant favorisée en partie par de meilleures conditions de vie et une plus grande facilité de transport. Le front de mer est mutilé par l'occupant allemand, qui détruit le casino et les villas pour améliorer la défense du site en cas de débarquement allié. Les villas sont occupées et pillées. Plusieurs batailles navales ont lieu devant Étretat. Le 27 septembre 1943 à 3 h 55, le bateau allemand VP1501 de 46 m de long est coulé par deux torpilles anglaises. Il repose par 24 mètres de fond. Puis, dans la nuit du 27 août 1943 à 23 h 55, le chasseur de sous-marin UJ1433 de 58 m de long est coulé par le torpilleur La Combattante des Forces navales françaises libres. L'épave allemande dite « patrouilleur de Bénouville » repose par 20 m de fond. La ville est un lieu de « repos du guerrier » pour les troupes allemandes jusqu'à sa libération en septembre 1944 par la 51e division des Highlanders. Après la guerre, la façade maritime fait l'objet d'une reconstruction moderne dans laquelle le béton domine. La villa de Jean-Baptiste Faure, qui avait fait la réputation d'Étretat au XIXe siècle, devenue un hôtel-pension tombé en ruines, est rasée en 1978.

##### Vers le tourisme de masse
L'institution des congés payés a marqué, comme ailleurs, le début d'une ère nouvelle. En cela, elle permit d'appliquer à la lettre les propos d'Alphonse Karr selon qui, s'il devait faire découvrir la mer à un ami, « ce serait à Étretat ».
On peut situer ce tournant après la Première Guerre mondiale. En effet, une grande partie de l'intelligentsia parisienne, des écrivains, artistes et hommes politiques qui le fréquentaient l'été, a alors déserté ce lieu de villégiature pour des cieux plus cléments et pour échapper au tourisme de masse. Cependant, la « classe des estivants » subsiste toujours dans les années 1960-1980. Ces estivants sont des familles originaires le plus souvent de Paris et de sa région. Ils possèdent parfois une résidence à Étretat depuis plusieurs générations, et les rapports avec les « autochtones » n'ont pas toujours été des plus cordiaux.
Si depuis les années 1960 les clinques ou clincarts improprement appelées « caïques » (l'abbé Cochet n'utilise d'ailleurs pas ce mot dans son ouvrage sur Étretat) avaient été complètement supplantées par des bateaux plus modernes, la pêche traditionnelle disparaît totalement dans les années 1990, le dernier pêcheur ayant cessé son activité professionnelle à cette époque.
Plusieurs fois entre le 8 août 1975 (il y eut une victime) et surtout le 28 février 1990 dans les deux cas au cours d'une grande marée de tempête, le cordon de galets qui protège la digue en empêchant les vagues de s'y briser a été emporté par la mer en amont. Toute la ville basse est en dessous du niveau de la mer à marée haute : elle est construite en fait dans l'estuaire du Grand Val au XIXe siècle. Plusieurs centaines de maisons ont été inondées sur 800 à 1 000 mètres à partir du littoral. La mer reprend son lit naturel dans le Val, comme lors des grandes inondations du XIXe siècle, et empêchant pendant plusieurs jours l'écoulement de la rivière souterraine qui a dégorgé. Et de fait la mer s'arrête devant les maisons les plus anciennes du XVIIIe siècle. Le président de la République de l'époque, François Mitterrand, viendra lui-même se rendre compte sur place le 1er mars 1990. La ville a été déclarée en état de catastrophe naturelle 8 fois entre 1984 et 1999 pour inondations, coulées de boues et action des vagues. Dans les années 2000 se sont terminés les travaux de reconstruction et de consolidation de la digue-promenade (le perrey) et du casino, qui a retrouvé un cachet perdu jadis. La protection des galets, qui forment un rempart protégeant des inondations et de l'érosion des falaises, est un enjeu pour la municipalité dont un arrêté municipal indique qu'une contravention de première classe en application de l'article R610-5 du code pénal en cas de ramassage de galet s'applique, et que le contrevenant s'expose à une amende. Le réseau des canalisations d'eau potable et de son captage par une source dans la nappe phréatique, datant du XIXe siècle, est rénovée depuis 2005. Débarrassé des boues d'alluvions, il donne une très bonne qualité d'eau en 2015.
Le tourisme de masse engendre un véritable problème de cohabitation entre les piétons et les automobiles dans les rues étroites, au moment des week-ends en saison et des vacances d'été. Les autorités locales ont construit de grandes aires de stationnement visant à réduire le trafic en centre-ville et à délester les zones saturées de véhicules. Elles sont situées rue Guy-de-Maupassant, près du petit temple protestant d'Étretat où s'est marié en 1895 André Gide, autre célébrité d'Étretat, et à côté de la résidence pour personnes âgées Germaine-Coty. Plus récemment, un grand parking a été construit sur la route du Havre. Le classement des endroits où ne pas aller, pour les préserver, du guide américain Fodor's,, mentionne explicitement Étretat dans un groupe de villes et lieux à éviter

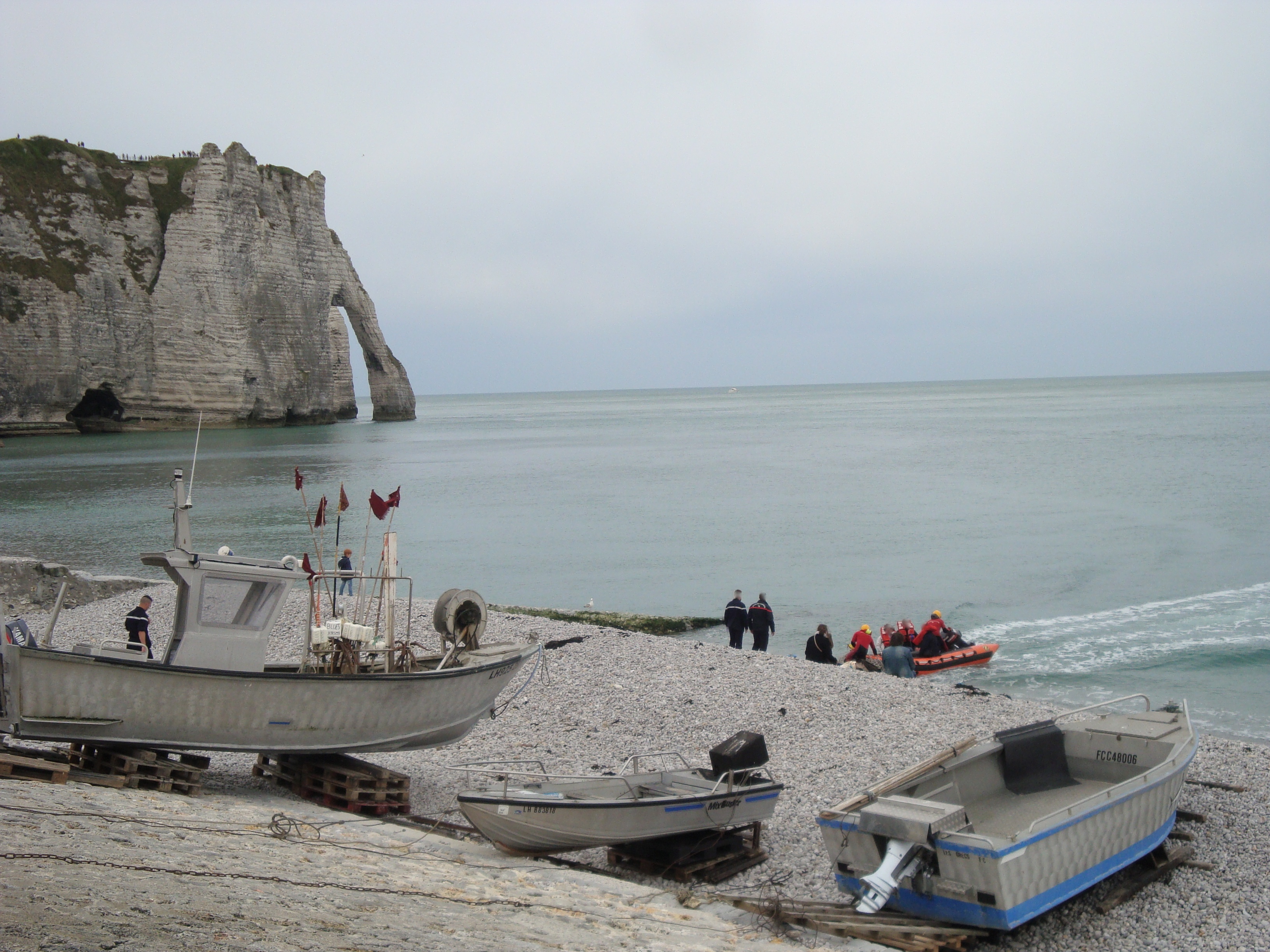
Intervention-secours des marins-pompiers le 29 avril 2017 pour secourir des promeneurs[99] inconscients piégés par la marée montante.
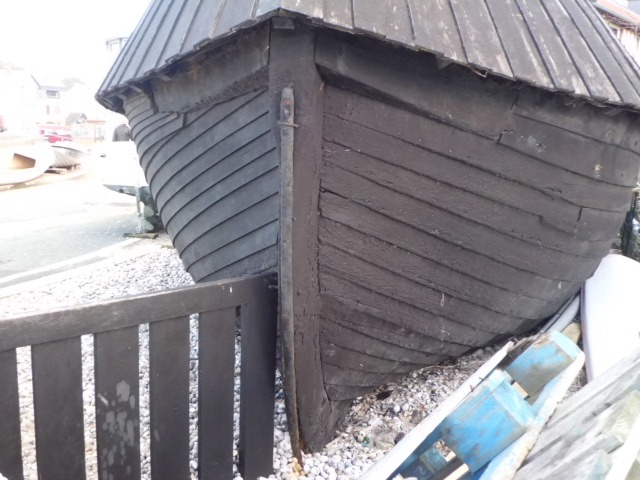
Étrave d'une « caïque » à Étretat, héritée du bateau viking.
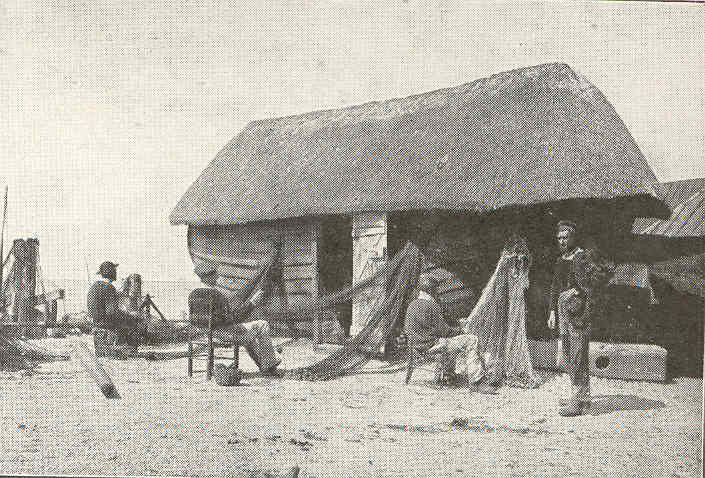
Réparation des filets, sur les galets d'Étretat au pied d'une caloge, bateau de pêche couvert d'un toit, transformé en appentis pour ranger le matériel.
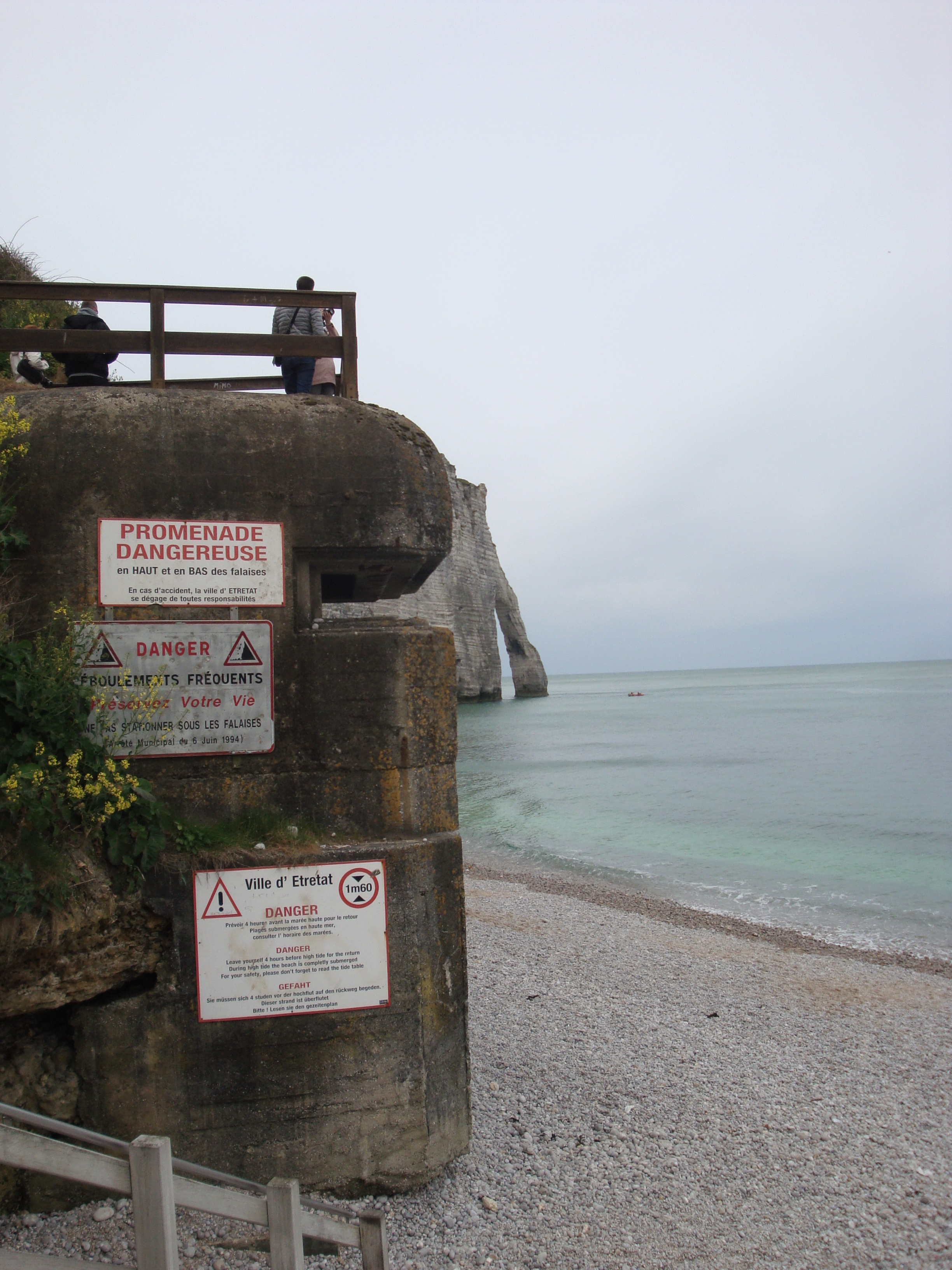
Panneaux de prévention sur les restes d'un bunker allemand.

## Politique et administration

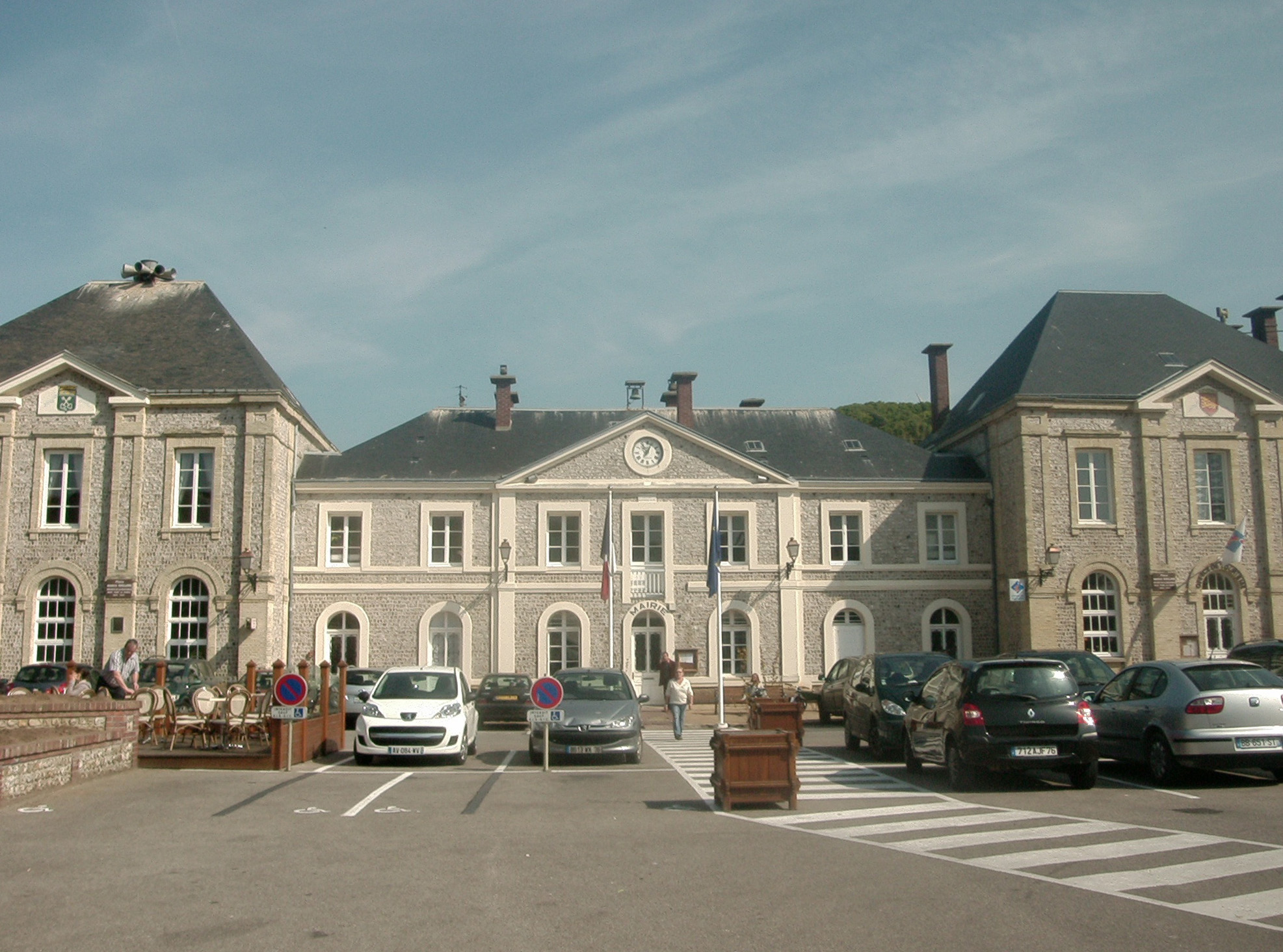
La mairie et l'office de tourisme.

### Rattachements administratifs et électoraux

#### Rattachements administratifs
La commune se trouve  dans l'arrondissement du Havre du département de la Seine-Maritime.
Elle faisait partie depuis 1793 du canton de Criquetot-l'Esneval. Dans le cadre du redécoupage cantonal de 2014 en France, cette circonscription administrative territoriale a disparu, et le canton n'est plus qu'une circonscription électorale.

#### Rattachements électoraux
Pour les élections départementales, la commune fait partie depuis 2014 du canton d'Octeville-sur-Mer
Pour l'élection des députés, elle fait partie de la neuvième circonscription de la Seine-Maritime .

### Intercommunalité
Étretat était membre de la communauté de communes du canton de Criquetot-l'Esneval, un établissement public de coopération intercommunale (EPCI) à fiscalité propre créé fin 2001.
Dans le cadre de l'approfondissement de la coopération intercommunale prévu par la loi portant nouvelle organisation territoriale de la République (Loi NOTRe) du 7 août 2015, cette intercommunalité a fusionné avec la communauté de communes Caux Estuaire et la communauté de l'agglomération havraise pour former, le 1er janvier 2019, la communauté urbaine dénommée Le Havre Seine Métropole, dont Étretat est désormais membre.

### Liste des maires
| Période        | Période                   | Identité                   | Étiquette | Qualité |
| -------------- | ------------------------- | -------------------------- | --------- | --- |
| 1971           | mars 2001                 | Henri Dupain               |           | |
| 2001           | 2005                      | Monique Chevessier-Xiberas | DVD       | Démissionnaire |
| octobre 2005   | mars 2008                 | Jean-Bernard Chaix         | DVD       | |
| 2008           | décembre 2016,            | Franck Cottard,            | SE        | Professeur des écoles Vice-président de la CC du canton de Criquetot-l'Esneval. (2014 → 2018) Mandat écourté par la démission de plus d'un tiers du conseil municipal, dont les quatre adjoints |
| décembre 2016  | juillet 2020              | Catherine Millet           |           | |
| juillet 2020 , | En cours (au 10 août 202) | André Baillard             |           | Militaire de la Marine nationale retraité |

## Population et société

### Démographie
L'évolution du nombre d'habitants est connue à travers les recensements de la population effectués dans la commune depuis 1793. Pour les communes de moins de 10 000 habitants, une enquête de recensement portant sur toute la population est réalisée tous les cinq ans, les populations de référence des années intermédiaires étant quant à elles estimées par interpolation ou extrapolation. Pour la commune, le premier recensement exhaustif entrant dans le cadre du nouveau dispositif a été réalisé en 2008.

En 2022, la commune comptait 1 167 habitants, en évolution de −12,85 % par rapport à 2016 (Seine-Maritime : +0,35 %, France hors Mayotte : +2,11 %).
| 1793 | 1800 | 1806  | 1821  | 1831  | 1836  | 1841  | 1846  | 1851  |
| ---- | ---- | ----- | ----- | ----- | ----- | ----- | ----- | ----- |
| 925  | 860  | 1 066 | 1 424 | 1 518 | 1 591 | 1 014 | 1 442 | 1 501 |

| 1856  | 1861  | 1866  | 1872  | 1876  | 1881  | 1886  | 1891  | 1896  |
| ----- | ----- | ----- | ----- | ----- | ----- | ----- | ----- | ----- |
| 1 560 | 1 655 | 1 825 | 1 906 | 2 033 | 2 026 | 2 131 | 2 015 | 1 950 |

| 1901  | 1906  | 1911  | 1921  | 1926  | 1931  | 1936  | 1946  | 1954  |
| ----- | ----- | ----- | ----- | ----- | ----- | ----- | ----- | ----- |
| 1 944 | 2 024 | 1 973 | 1 740 | 1 734 | 1 721 | 1 636 | 1 908 | 1 876 |

| 1962  | 1968  | 1975  | 1982  | 1990  | 1999  | 2006  | 2008  | 2013  |
| ----- | ----- | ----- | ----- | ----- | ----- | ----- | ----- | ----- |
| 1 565 | 1 472 | 1 525 | 1 577 | 1 565 | 1 615 | 1 531 | 1 505 | 1 411 |

| 2018  | 2022  | - | - | - | - | - | - | - |
| ----- | ----- | - | - | - | - | - | - | - |
| 1 242 | 1 167 | - | - | - | - | - | - | - |

## Économie

### Entreprises et commerces
L'économie d'Étretat repose essentiellement sur le tourisme de courte durée qui engendre un commerce local florissant à la belle saison mais demeure en grande difficulté le reste de l'année. En effet, la ville perd des habitants depuis 2000, entrainant la fermeture de classes et le transfert des cabinets médicaux dans les communes limitrophes.
Les villas des estivants « parisiens », traditionnellement transmises dans les familles de génération en génération sont transformées en maison d'hôtes. En effet, la ville se hisse au tout premier rang des sites touristiques haut-normands les plus visités avec le palais Bénédictine à Fécamp, la cathédrale de Rouen et les jardins et maison de Claude Monet à Giverny avec des visites à la journée. Le site et la ville accueillent entre 1 et 2 millions de visiteurs par an suivant les statistiques et les années. Un casino, un golf, 40 restaurants, un camping, 14 hôtels et une vingtaine de maisons et chambres d'hôtes sont présents dans la ville. Le site est classé au titre de la loi de 1930 et comporte plusieurs zones Natura 2000 et espaces naturels sensibles, propriétés du Conservatoire du Littoral au titre de la protection de sa biodiversité. Les falaises reçoivent en moyenne 3 000 visiteurs par jour en été, ce qui crée des problèmes de développement durable et de protection de l'environnement.
En 2013, pour les 900 foyers fiscaux, le revenu moyen mensuel à Étretat est inférieur à 2 000 Euros, mettant la ville au niveau de vie le plus bas de la communauté de communes. Par ailleurs, 44 % de la population y est retraitée.
Le tourisme est essentiellement constitué de nordistes et picards des Hauts-de-France, de Belges, de Hollandais, d'Allemands et d'Anglais,. L'organisation du tourisme dépend de la ville, mais aussi du ministère du Développement durable, Opérations Grands Sites, du département, de la Région, du ministère de la Culture et de celui des Affaires Étrangères dans le cadre d'opération comme Festival Normandie Impressionniste.
Le budget de la ville est évalué à 3 millions d'euros couvert par les recettes provenant à 36 % par le stationnement automobile, 31 % par les impôts, 4 % par la taxe de séjour, 19 % par le casino (chiffres 2015).

## Culture locale et patrimoine

### Lieux et monuments

#### Lieux
- Le site d'Étretat est connu pour ses falaises, son aiguille et sa plage.

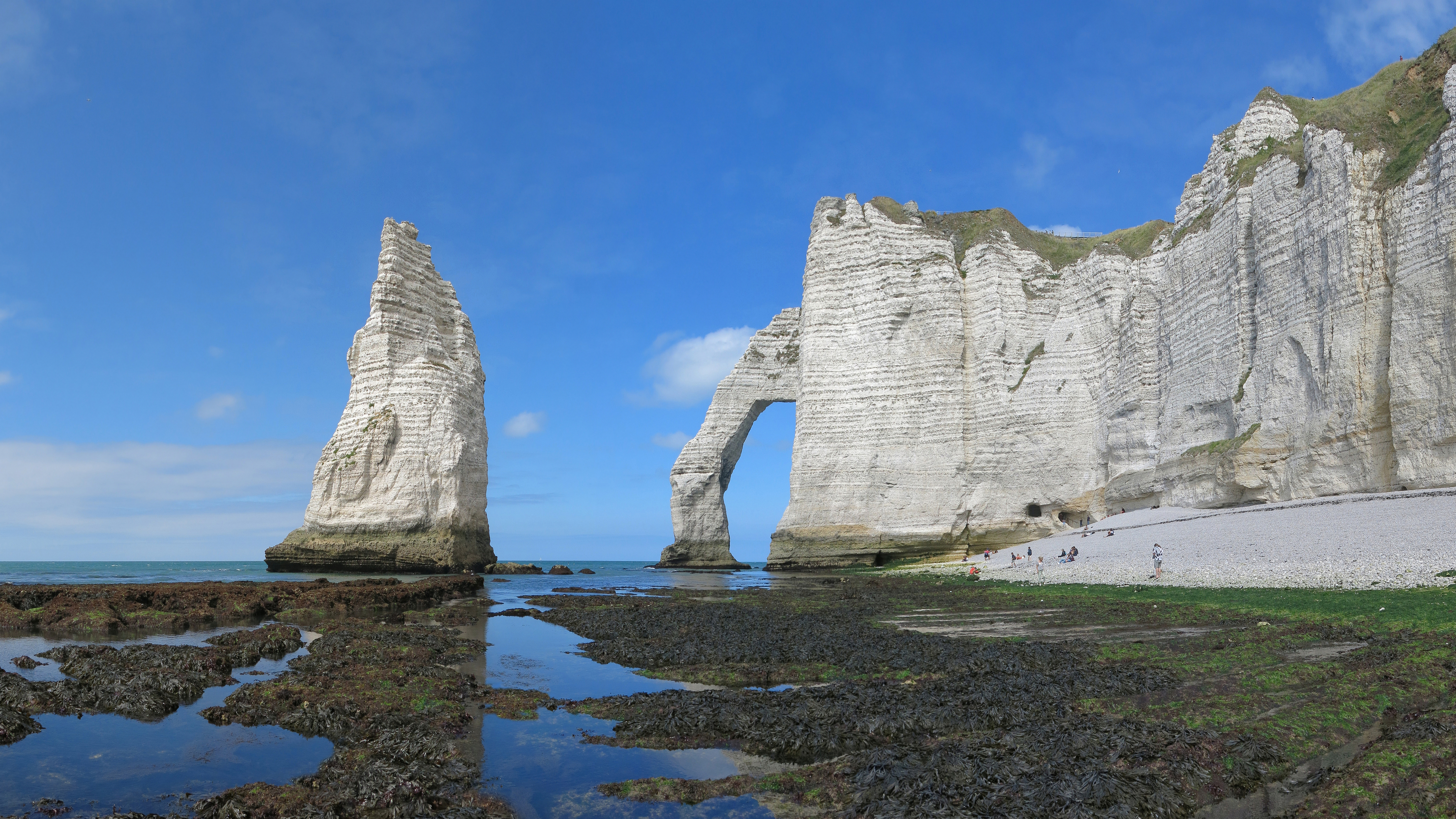
Aiguille et Porte d´Aval
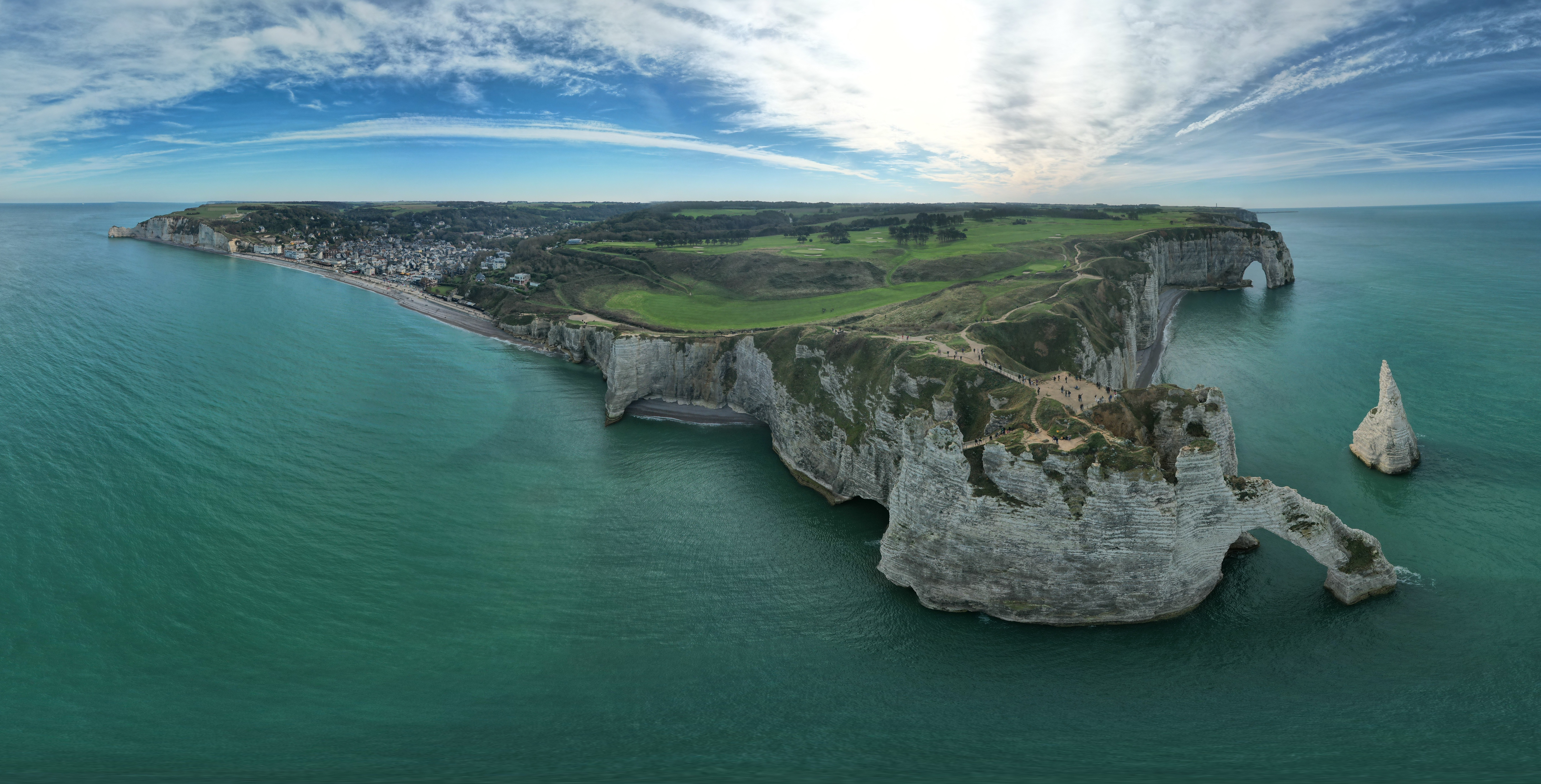
Vue panoramique du site d'Étretat

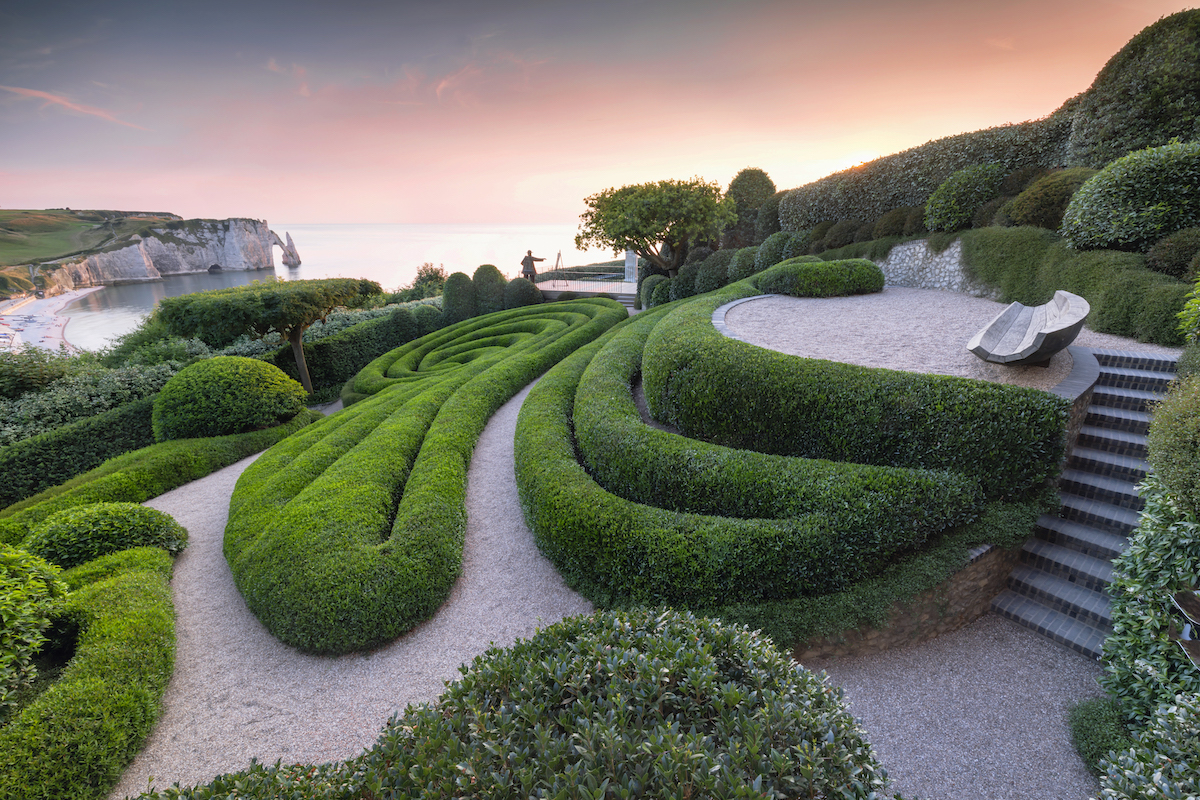
La vue de la porte d'Aval et de l'aiguille depuis les Jardins d'Étretat.

- Les Jardins d'Étretat sont un jardin néo-futuriste perché sur la falaise d'amont d'Étretat.

#### Monuments

##### Église Notre-Dame
Elle est située à l'écart du centre du bourg. C'est un grand édifice comparativement à l'importance du village autrefois, qui peut s'expliquer par sa dépendance ancienne de la puissante abbaye de Fécamp. Sa construction remonte aux XIIe et XIIIe siècles. Il a été remanié au XIXe siècle et classé au titre des monuments historiques.

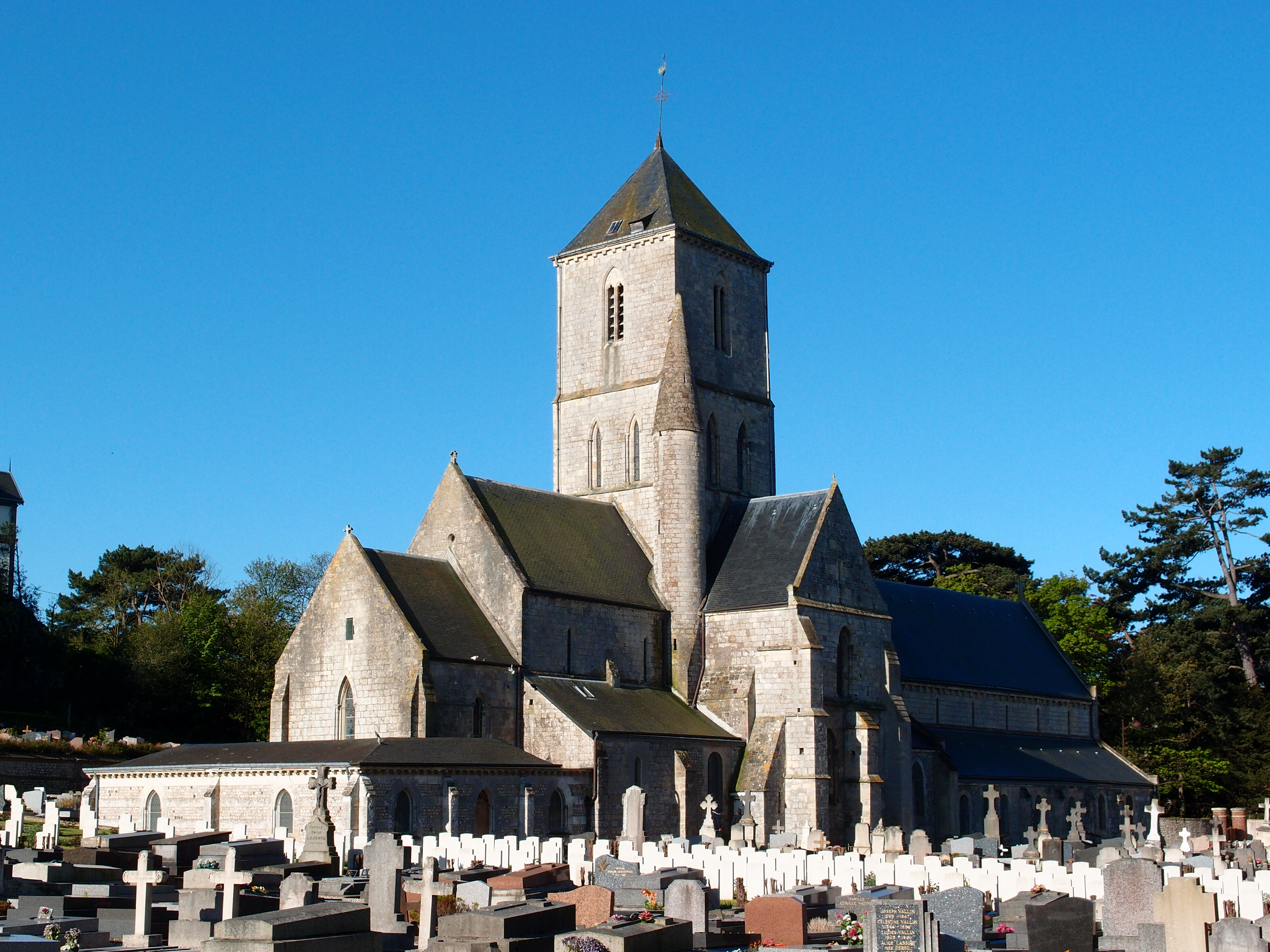
Vue générale de l'édifice et des tombes blanches des militaires du Commonwealth
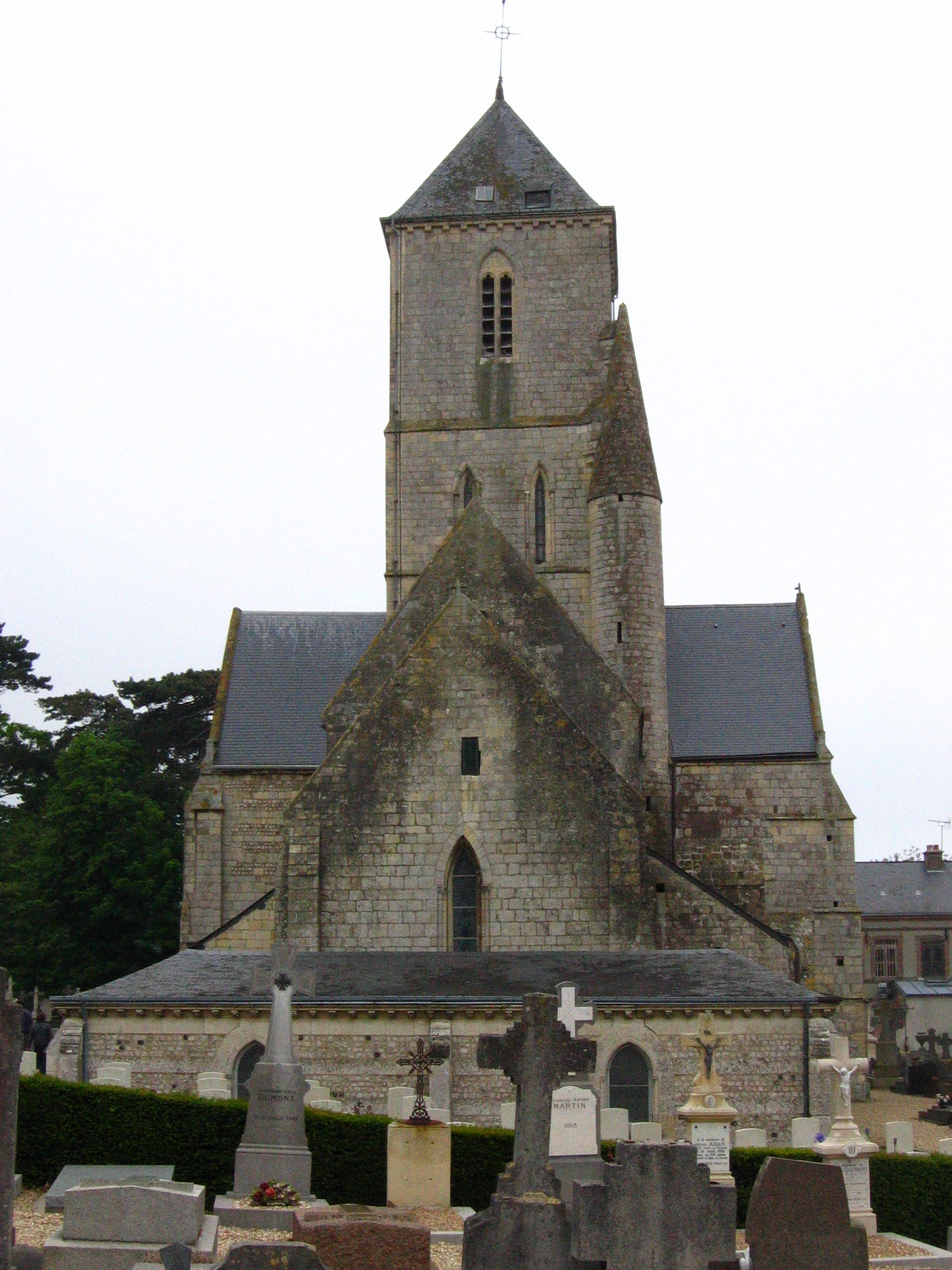
Le chevet de Notre-Dame

##### Halles
Les halles d'Étretat sont une reconstitution de halles traditionnelles en bois, exécutée en partie avec des matériaux anciens, qui proviendraient pour certains d'une grange de Brionne, par des charpentiers originaires de la Manche, conçues par l'architecte Emile Mauge en 1926.
Elle abrite des commerçants et des artisans qui y vendent souvenirs et objets divers.

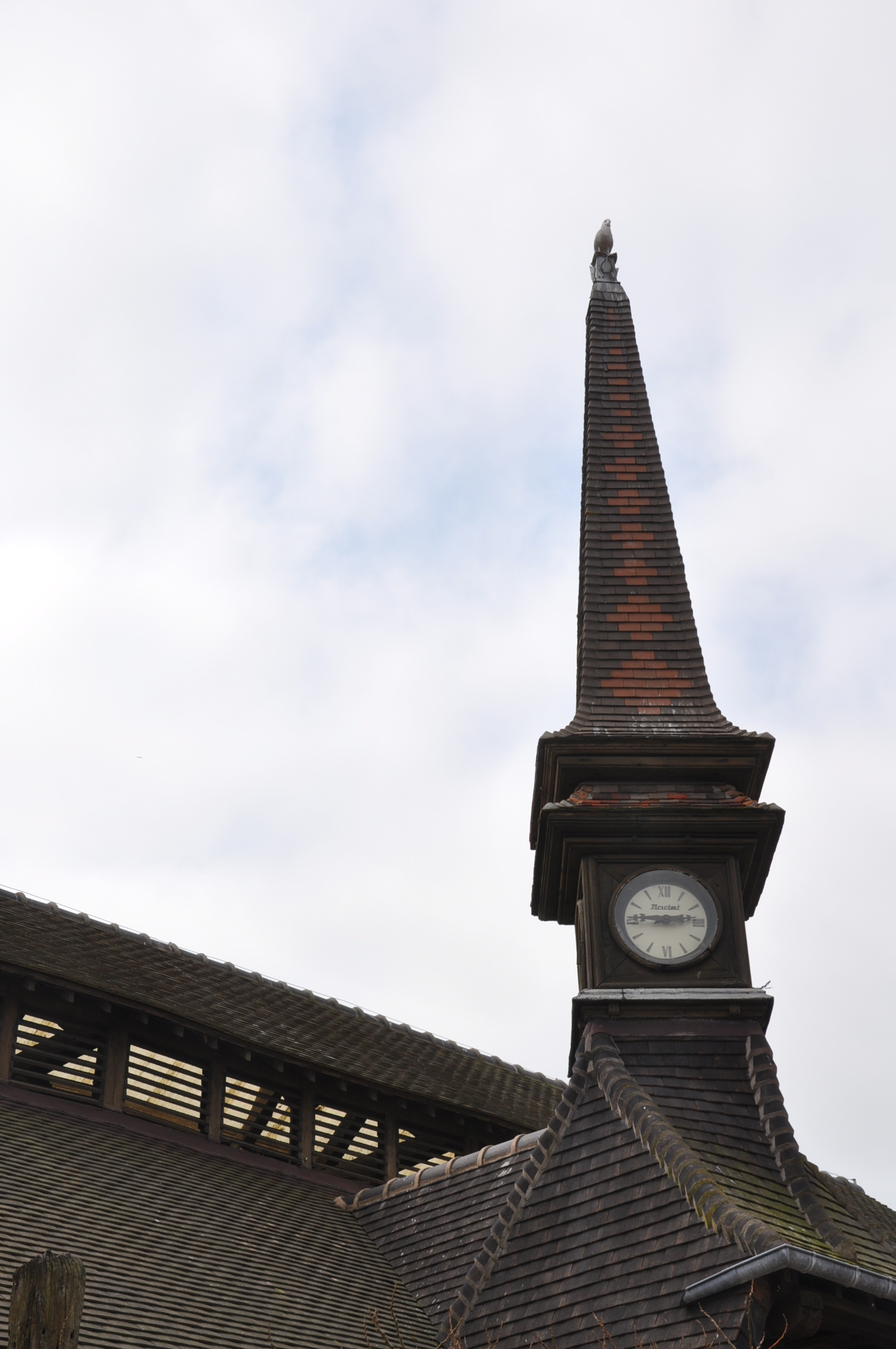
Le clocher.
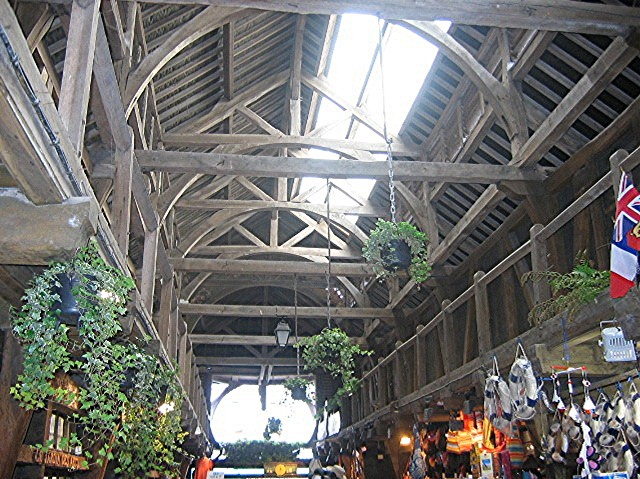
L'intérieur

##### Châteaux, manoirs et villas
Étretat compte plusieurs châteaux, manoirs ou villas remarquables :
- le château des Aygues[131], inscrit à l'inventaire des monuments historiques depuis 1997, fut la résidence balnéaire des reines d'Espagne Marie-Christine et Isabelle II. Il fut auparavant l'ancienne propriété du prince Joseph Lubomirski (de la Maison Lubomirski), grand chambellan du tsar Nicolas Ier de Russie et a été construit selon les plans de l'architecte havrais Théodore Huchon au XIXe siècle ;
- la villa La Guillette[132], inscrite au titre des monuments historiques depuis 2016, construite sur commande de Guy de Maupassant ;
- le Clos Lupin, situé rue Guy de Maupassant et à proximité de l'ancienne maison de ce dernier « la Guillette », est une maison à colombages dans laquelle Maurice Leblanc rédigea 19 romans et 39 nouvelles[133] ;
- le temple protestant d'Étretat, élevé en 1883 rue de Guy de Maupassant, où s'est marié André Gide ;
- le manoir de la Salamandre est une maison admirée des touristes et située dans la rue principale près de la halle, mais du côté opposé. Elle fait partie des édifices les plus anciens d'Étretat, mais il s'agit d'un remontage selon les plans de l'architecte fécampois Émile Mauge au XXe siècle . En effet, cette demeure, caractéristique d'une habitation citadine du pays d'Auge, se trouvait jadis à Lisieux, Grande Rue, au no 50. Elle était à l'enseigne de Plantefor cirier. Elle fut démontée de son emplacement d'origine en 1889 pour être rebâtie ici, mais en en modifiant quelques éléments, par exemple : un encorbellement a été ajouté sur le pignon ; la grande lucarne couverte d'un essentage de tuiles (et non plus d'ardoises) se trouvait autrefois à gauche du pignon et la petite (représentée sur la photo) n'existait pas. En outre, le nom Manoir de la Salamandre désigne un autre logis de Lisieux, sis dans la Rue aux Fèvres, aujourd'hui disparu. Seules quelques sculptures sont en fait imitées du manoir[134]. Les sculptures intérieures et extérieures sont dues au sculpteur et ébéniste Rabot[135].
- la Villa Orphée, qui domine la baie d'Étretat avec sa vue sur la falaise d'aval, a été construite pour Jacques Offenbach en 1858 grâce au succès d'Orphée aux Enfers. Jacques Offenbach y organisa de nombreuses réceptions et y séjourna à maintes reprises jusqu'à sa mort, le 5 octobre 1880.

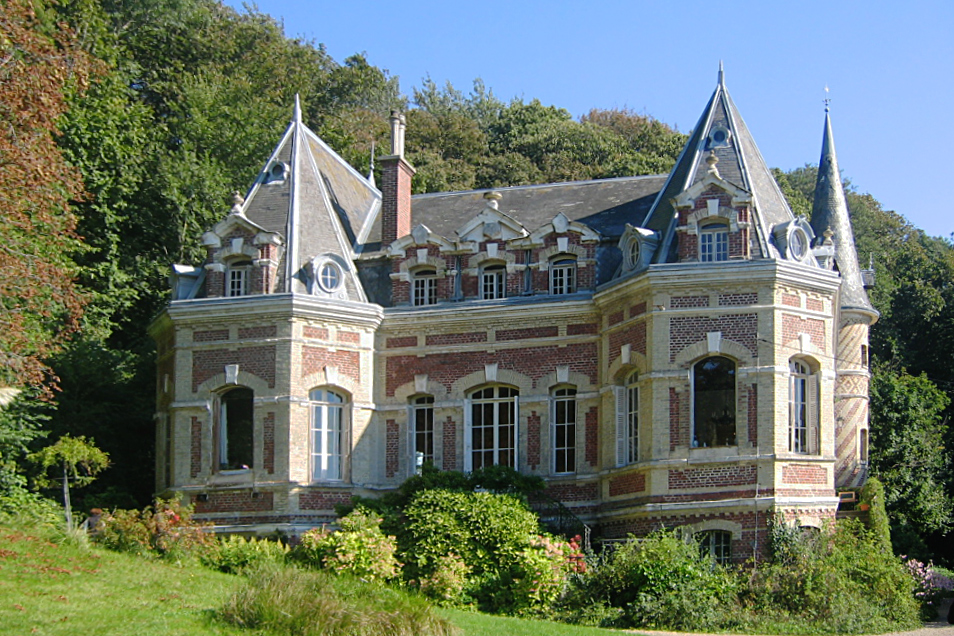
Château des Aygues.
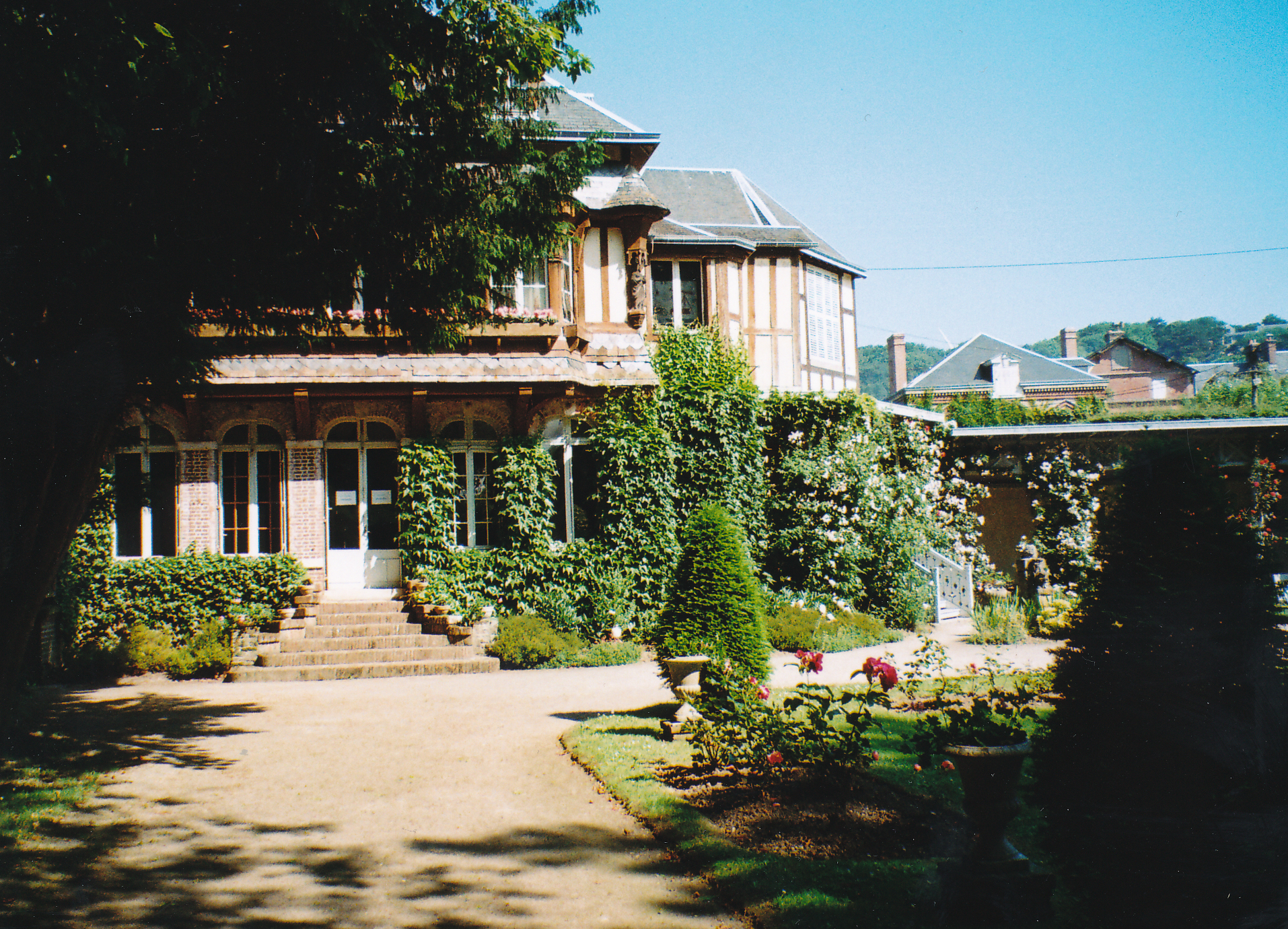
Domicile de Maurice Leblanc, le Clos Lupin, aujourd'hui musée.
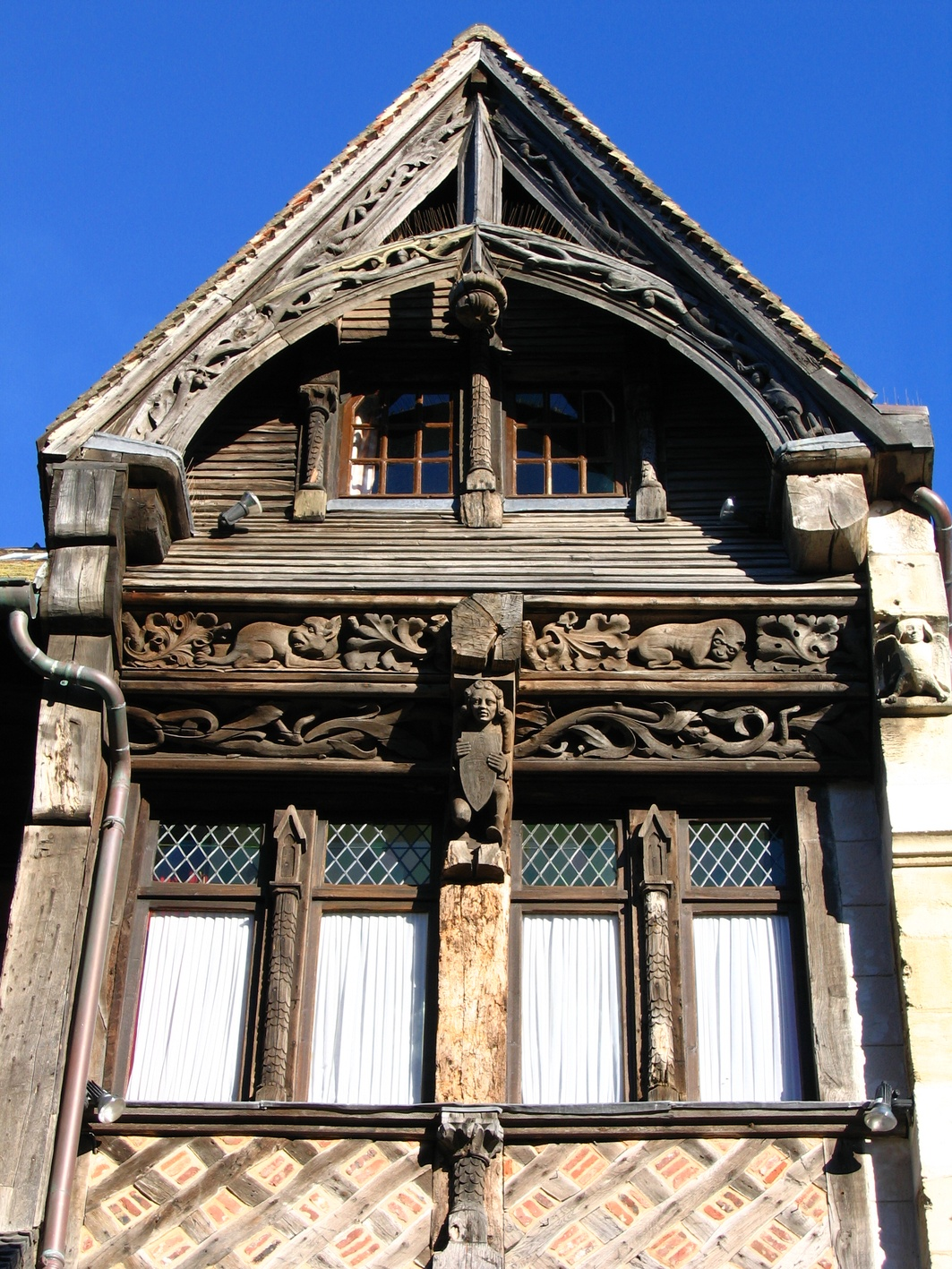
Petite lucarne XIXe siècle du manoir de la Salamandre.

### Personnalités liées à la commune
- Jacques Offenbach (1819-1880), compositeur, y a habité.
- Guy de Maupassant (1850-1893), écrivain, y a passé son enfance.
- Maurice Leblanc (1864-1941), écrivain, y a habité.
- René Coty (1882-1962), président de la République française, a habité dans la commune.

### Culture populaire
Le site est associé au mythe populaire d'Arsène Lupin, gentleman-cambrioleur d'après les romans de Maurice Leblanc, autographes ou apocryphes, leurs pastiches et dans ces innombrables adaptations cinématographiques et télévisées, en bandes dessinées, en mangas, ou en chansons, qui cache ses butins dans l'aiguille.

### Héraldique
| Blason d'Étretat | Étretat - De sinople aux deux clefs d'argent passées en sautoir, au chef cousu d'azur chargé de trois coquilles d'or. |